# Parijs
Parijs (Frans: Paris, [paʁi]) is de hoofdstad en regeringszetel van Frankrijk. De stad ligt in de regio Île-de-France en wordt doorsneden door de rivier de Seine. De stad Parijs telde op 1 januari 2020 2.145.906 inwoners; de banlieues, het geheel van de voorsteden en forensensteden, is daarbij niet meegerekend. In 2021 woonden in de hele agglomeratie (Métropole du Grand Paris) 10,9 miljoen mensen. Parijs is het politieke, economische en culturele centrum van Frankrijk en geldt als een van 's werelds modehoofdsteden.
De eerste nederzettingen omstreeks het begin van de christelijke jaartelling lagen aan de oever van de Seine, maar ook het Île de la Cité werd daarna al snel bebouwd. Parijs en de banlieues hebben in hun groei vele ooit zelfstandige dorpen geabsorbeerd. In Europa was Parijs al vroeg een centrum van cultuur, waar vele vele handelsroutes samenkwamen. Al in de tiende eeuw, toen de Notre Dame en een aantal abdijen werden gebouwd, was Parijs een van de belangrijkste steden van Frankrijk, en daarnaast een belangrijke plaats voor het christendom. Sinds de dertiende eeuw nemen onderwijs, kunst en recreatie er een centrale plaats in. Zo behoorde de (na 1970 opgesplitste) Universiteit van Parijs met die van Bologna en Oxford tot de belangrijkste onderwijsinstellingen in de middeleeuwen. De universiteit geniet aanzien en wordt gezien als een van de meest prestigieuze universiteiten ter wereld. Deze ontwikkeling is mede het gevolg van de eeuwenlang binnen Frankrijk gevoerde centralistische politiek, die grote betekenis aan de hoofdstad toekende. Sinds de jaren 1960 wordt het politieke beleid binnen Frankrijk gekenmerkt door decentralisatie en deconcentratie, waardoor er iets meer evenwicht binnen de landsgrenzen is ontstaan.
In de tweede helft van de negentiende eeuw vonden grootschalige stedenbouwkundige ingrepen in de stad plaats onder leiding van Georges-Eugène Haussmann. Deze liet ruime pleinen, brede boulevards en parken aanleggen. Een groot deel van de bebouwing werd vervangen door statige, maar uniforme appartementengebouwen in gele kalksteen met doorlopende balkons en zinken daken, die de stad haar kenmerkende uiterlijk hebben bezorgd. De stad is internationaal georiënteerd en trekt jaarlijks grote aantallen toeristen. Sinds 1991 staan de oevers van de Parijse Seine op de Werelderfgoedlijst.

## Etymologie
De naam Parijs is een verkorting van de Latijnse omschrijving Civitas Parisiorum, 'Stad van de Parisii', een Gallische stam. Deze naam verving de oudere Latijnse benaming Lutetia. Over de herkomst van de naam Parisii bestaat geen zekerheid.

### Bijnamen
Parijzenaars duiden de stad soms informeel aan met Paname. Deze bijnaam ontstond aan het begin van de 20e eeuw doordat de panamahoed in de hoofdstad in de mode was gekomen. Deze was meegebracht door Franse arbeiders die aan het Panamakanaal hadden gewerkt. Léo Ferré bezong in 1960 zijn liefde voor de stad in het lied Paname. Bij velen staat de stad bekend als de 'lichtstad' (la ville lumière) of de 'stad van de liefde'.
Hoewel de officiële Franse benaming Parisiens/Parisiennes is, worden Parijzenaren door met name Zuid-Fransen soms neerbuigend Parigots/Parigotes genoemd.

## Geschiedenis

### Prehistorie/Oudheid
Naar alle waarschijnlijkheid was het gebied waar het huidige Parijs ligt al gedurende het Neolithicum bewoond. Er zijn sporen gevonden uit de Chasseen-periode (4000 - 3800 v.Chr.) van een bewoner in het gebied waar nu het Quartier Latin ligt op de linkeroever van de Seine. Ook zijn er ca. 2400 jaar oude resten teruggevonden van het zogeheten 'dorp van Bercy' op de plek waar nu Parijs ligt. Deze en andere archeologische vondsten zijn te bezichtigen in het Musée Carnavalet.

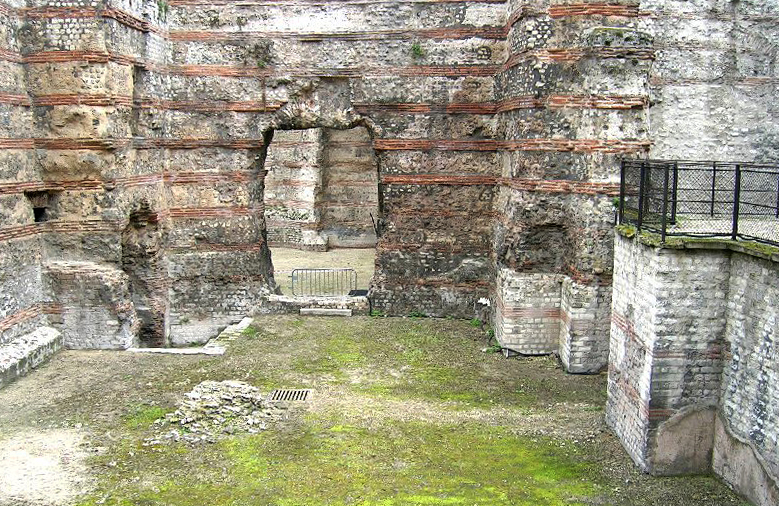
Caldarium van de Romeinse termen van Cluny

Julius Caesar veroverde in 52 v.Chr., ondanks de tegenstand van Vercingetorix, de nederzetting van de Parisii, waaraan hij de naam Lutetia Parisiorum gaf. De plaats was strategisch van belang omdat er handelsroutes langs voerden. Waar de Gallische nederzetting zich precies bevond is niet bekend. Het is mogelijk dat dit niet op de plaats van het tegenwoordige Parijs was, maar in de omgeving van Nanterre.
In de 1e eeuw na Chr. is op de linkeroever van de Seine een nieuwe Romeinse stad gebouwd volgens het schaakbordpatroon, die eveneens Lutetia Parisiorum werd genoemd. Deze lag op de plek van het huidige 5e arrondissement en telde vijf- à zesduizend inwoners. Het was daarmee een middelgrote Gallische stad, kleiner dan bijvoorbeeld Lugdunum, het huidige Lyon (in de 2e eeuw waarschijnlijk 50-80.000 inwoners). Romeins Parijs breidde later uit naar het Île de la Cité, het eiland in de Seine, dat met houten bruggen verbonden was met beide oevers. De Romeinse stad Parijs bezat thermen en een amfitheater.
Volgens de overlevering werd Lutetia in de 3e eeuw door Dionysius van Parijs gekerstend. Dionysius werd de eerste bisschop van Parijs maar stierf tijdens een christenvervolging als martelaar. De plaats waar hij werd onthoofd werd daarna Mons Martyrum (Martelaarsheuvel) genoemd, het latere Montmartre. Tegen het einde van de 4e eeuw was het Romeinse Rijk in verval en begon de tijd van de Grote Volksverhuizing. Lutetia werd onder andere in 451 aangevallen door Attila de Hun, waarbij veel bewoners zich op het versterkte île de la Cité hadden verschanst. Volgens de overlevering weerstonden de Parisii en het meisje Geneviève (Genoveva van Parijs, de latere patroonheilige van de stad) de aanvallen van de Hunnen, die toen afdropen naar Orléans.

### Middeleeuwen
Koning Clovis I stichtte het Frankische Rijk door grote gebieden te veroveren, deels overeenkomend met het huidige Frankrijk. Rond 508 maakte hij van Parijs de hoofdstad. In de 8e eeuw werd de eerste kerk op de rechteroever van de Seine gebouwd, de Église Saint-Gervais-Saint-Protais. De eerste plunderingen door de Vikingen vonden plaats in 845. Er volgden meer plunderingen maar in 885 wisten de Parijzenaren te voorkomen dat de Vikingen verder konden oprukken via de Seine. Pas in 911 zou een einde komen aan de plunderingen door het Verdrag van Saint-Clair-sur-Epte.
Frankrijk werd vanaf 987 door leden van het huis Capet geregeerd, die aanvankelijk als verblijfplaats Orléans boven Parijs verkozen. De rechteroever van de Seine, die tot dan toe moerassig was, werd vanaf de 10e eeuw drooggelegd, waardoor de stad zich in noordelijke richting kon uitbreiden. Parijs werd in de loop van de 11e eeuw steeds meer het centrum van de koninklijke macht. Lodewijk VI was de eerste koning die zich definitief in Parijs vestigde. Filips II bouwde vanaf 1190 de eerste stadsmuur van Parijs, bekend geworden als de Omwalling van Filips II Augustus. Hij was tevens de bouwheer van het Louvre. In deze periode werd Parijs ook steeds meer een internationaal handelscentrum, onder meer dankzij de jaarmarkt in het nabijgelegen Saint-Denis. In 1137 werd de markt Les Halles geopend. In 1150 werd een school opgericht die later zou uitgroeien tot de Universiteit van Parijs.
Paus Alexander III en koning Lodewijk VII legden in 1163 gezamenlijk de eerste steen van de Notre-Dame van Parijs. Onder Lodewijk IX (1214-1270) werd steeds meer handel gedreven met de Hanze. In deze periode werden, naast de burgemeesters en schepenen, de eerste provoosten aangesteld, meestal de deken van het koopliedengilde, waardoor er een dubbel machtssysteem ontstond. Door de bloeiende handel werd Parijs steeds belangrijker. Het inwonertal groeide in de loop van de 14e eeuw tot 200.000, waarmee Parijs groter was dan Londen. Door pestuitbraken, onder andere in 1328, nam de bevolking weer een tijdlang af. Koning Karel V en zijn opvolger Karel VI brachten door de bouw van de zogenaamde Omwalling van Karel V het huidige 3e en 4e arrondissement binnen de stadsmuren. De omwalling strekte zich op de rechter Seine-oever uit van de Pont Royal tot aan de Porte Saint-Denis.
Tijdens de Honderdjarige Oorlog werd de stad ingenomen door de Bourgondiërs, die toen aan de kant van de Engelsen stonden. Toen de Franse Koning Jan II in 1358 door de Engelsen gevangen werd genomen brak een boerenopstand uit, de Jacquerie. De provoost Étienne Marcel maakte van de ontevredenheid onder het volk gebruik om zelf meer macht te krijgen, onder andere door zijn Grote Verordening van 1357 en de door hem uitgelokte Jacquerie van 22 februari 1358, hetgeen hij met de dood moest bekopen. In 1407 brak als reactie op de executie van Lodewijk I een burgeroorlog uit tussen de Armagnacs en Bourguignons, een strijd die tot 1420 zou duren.
Parijs werd vanaf 1420 door de Engelsen bezet. Het lukte Jeanne d'Arc in 1429 niet Parijs van de Engelsen te bevrijden. Karel VII en zijn zoon Lodewijk XI verbleven nauwelijks meer in Parijs omdat het een gevaarlijke stad was geworden. Daarvoor in de plaats kozen ze het Loiredal als voornaamste verblijfplaats. Het einde van de Engelse bezetting leidde tot een verhoogde bouwactiviteit, waarbij onder andere de Pont Neuf en de Jardin du Luxembourg tot stand kwamen. De bevolking van Parijs nam tussen 1422 en 1500 weer toe van 100.000 naar 150.000.

### Renaissance en Verlichting
Koning Frans I vestigde zich in 1528 in Parijs en bepaalde dat er voortaan moest worden onderwezen in de exacte wetenschappen en het humanisme. Hij richtte hiervoor in 1530 het Collège de France op. In 1533 werd begonnen met de bouw van het nieuwe Stadhuis van Parijs in renaissancestijl. In de 16e eeuw steeg het aantal inwoners naar 280.000, waarmee Parijs de grootste christelijke stad ter wereld was.

Parijs in 1618

De Bartholomeusnacht vond plaats op 24 augustus 1572 onder koning Karel IX en was een bloederig dieptepunt in de Hugenotenoorlogen. Tijdens de Dag van de Barricaden van 1588 kwam de Katholieke Liga tegen Hendrik III in opstand. Deze vluchtte maar werd vermoord. Hendrik IV werd in 1594, nadat hij zich had bekeerd tot het katholicisme, de nieuwe koning.
Een nieuwe Dag van de Barricaden, in 1648, luidde het begin van La Fronde in, een periode die werd gekenmerkt door een economische crisis en wantrouwen jegens de koning.
Lodewijk XIV koos in 1677 Versailles als residentie. Vijf jaar later verhuisde ook de regering hier naartoe. Jean-Baptiste Colbert nam het bestuur van Parijs op zich. Tijdens zijn regeerperiode bezocht Lodewijk XIV Parijs slechts 24 keer, wat zijn vijandigheid jegens de Parijse bevolking tekent. Ondanks een sterftecijfer dat hoger was dan het geboortecijfer groeide de Parijse bevolking door massale migratie vanaf het platteland in deze tijd toch naar 400.000.
Regent Filips van Orléans ruilde in 1715 Versailles in voor het Palais-Royal in hartje Parijs. De jonge Lodewijk XV vestigde zich aanvankelijk in het Tuilerieënpaleis, om later alsnog terug te keren naar het kasteel van Versailles. In die tijd vormde de Jardin du Luxembourg de oostelijke begrenzing van de stad. Louis XV besloot in 1749 de huidige Place de la Concorde in te richten, en in 1752 richtte hij een militaire opleiding op. Hij besloot in 1754 ook tot de bouw van een kerk, die later bekend is geworden als het Panthéon.
Tijdens de Verlichting was Parijs een geliefde plaats voor literaire salons. De bekendste salon uit die tijd was die van Marie-Thérèse Rodet Geoffrin. Er was in dezelfde periode sprake van een sterke economische en demografische groei, waardoor Parijs aan de vooravond van de Franse Revolutie al 640.000 inwoners had.

De bestorming van de Bastille

De bestorming van de Bastille op 14 juli 1789 betekende het begin van de Franse Revolutie. De stad ging een roerige tijd tegemoet met verschillende regimes die elkaar snel opvolgden en onderlinge strijd waarmee verschillende groeperingen de macht proberen te grijpen. Van 1789 tot 1795 regeerde de Parijse Commune met daarin de twee perioden van de Terreur, waarin bijna niemand meer veilig was. In 1793 werden koning Lodewijk XVI en zijn vrouw Marie Antoinette met de guillotine publiekelijk ter dood gebracht. In 1799 pleegde Napoleon Bonaparte een staatsgreep waarna hij tot 1814 aan de macht bleef.

### Moderne Tijd
Tussen 1841 en 1844 werd Parijs door Adolphe Thiers voor de laatste keer voorzien van een omwalling, de Stadsomwalling van Thiers. Tijdens de heerschappij van Napoleon III werd een begin gemaakt met de grootschalige stedenbouwkundige vernieuwing onder leiding van Georges-Eugène Haussmann. Deze ingrijpende operatie die van 1853 tot 1870 duurde, veranderde het aanzien van de stad volkomen. Tot die tijd bestond Parijs uit een wirwar van kronkelstraten en steegjes met nauwelijks riolering en erbarmelijke woonomstandigheden. Ook was de stad vatbaar voor opstanden waarbij hele wijken gebarricadeerd konden worden. Wijk na wijk werd door Haussmann onder handen genomen, waarna het nieuwe Parijs met zijn brede boulevards en avenues, zijn ruime pleinen en parken, het grote voorbeeld zou worden voor tal van andere steden. De gehele stad werd voorzien van riolering en stromend water via fonteinen. De boulevards maakten het tevens gemakkelijker om de bevolking onder controle te houden, doordat het leger en de politie zich snel konden verplaatsen en de brede straten moeilijker gebarricadeerd konden worden. De bekendste van die nieuwe avenues is wellicht de Avenue des Champs-Élysées. De vaak krakkemikkige huizen werden vervangen door uniforme appartementengebouwen, opgetrokken uit lichtgekleurde kalksteen die in de omgeving gewonnen werd.

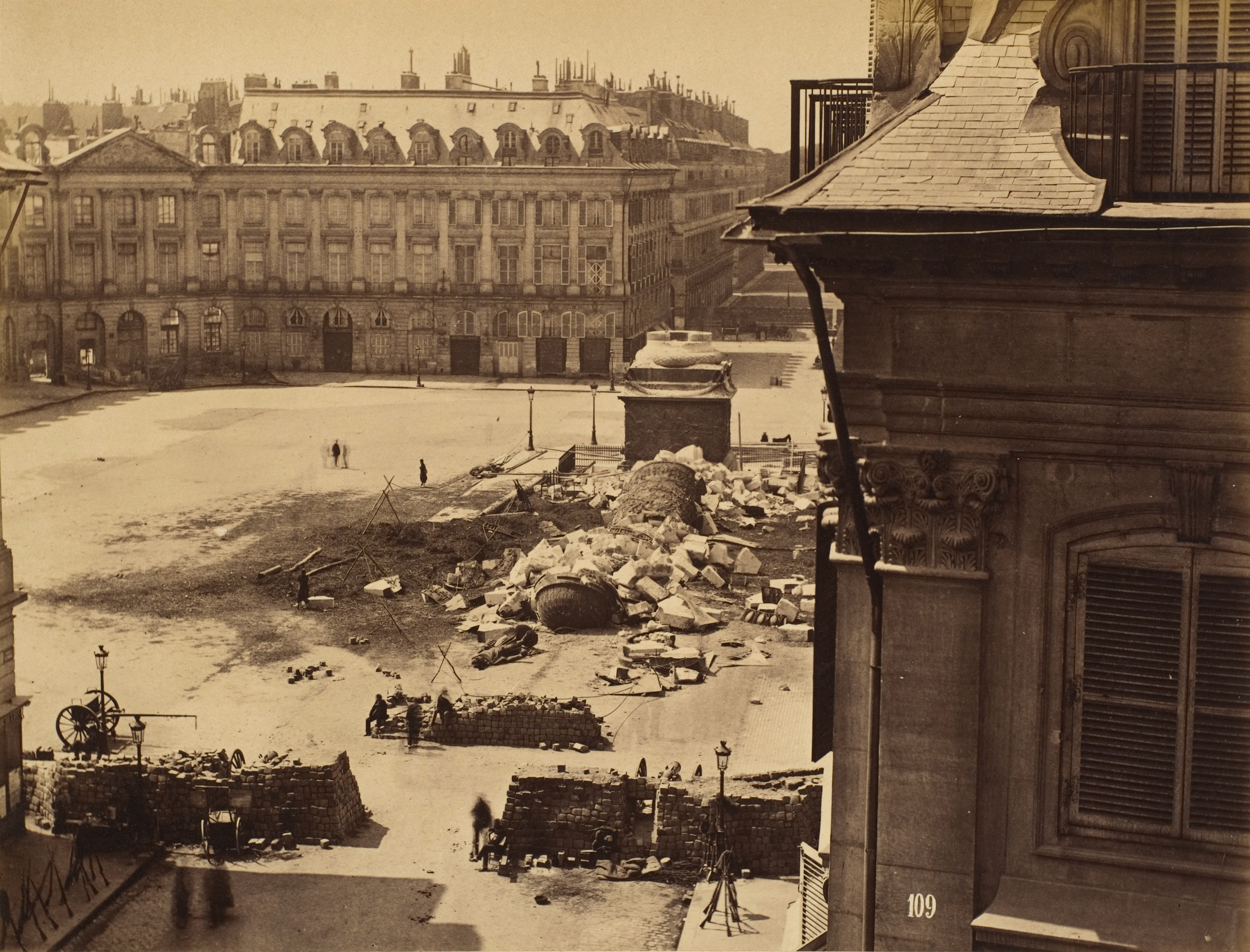
De omgehaalde Colonne Vendôme tijdens de Commune van Parijs

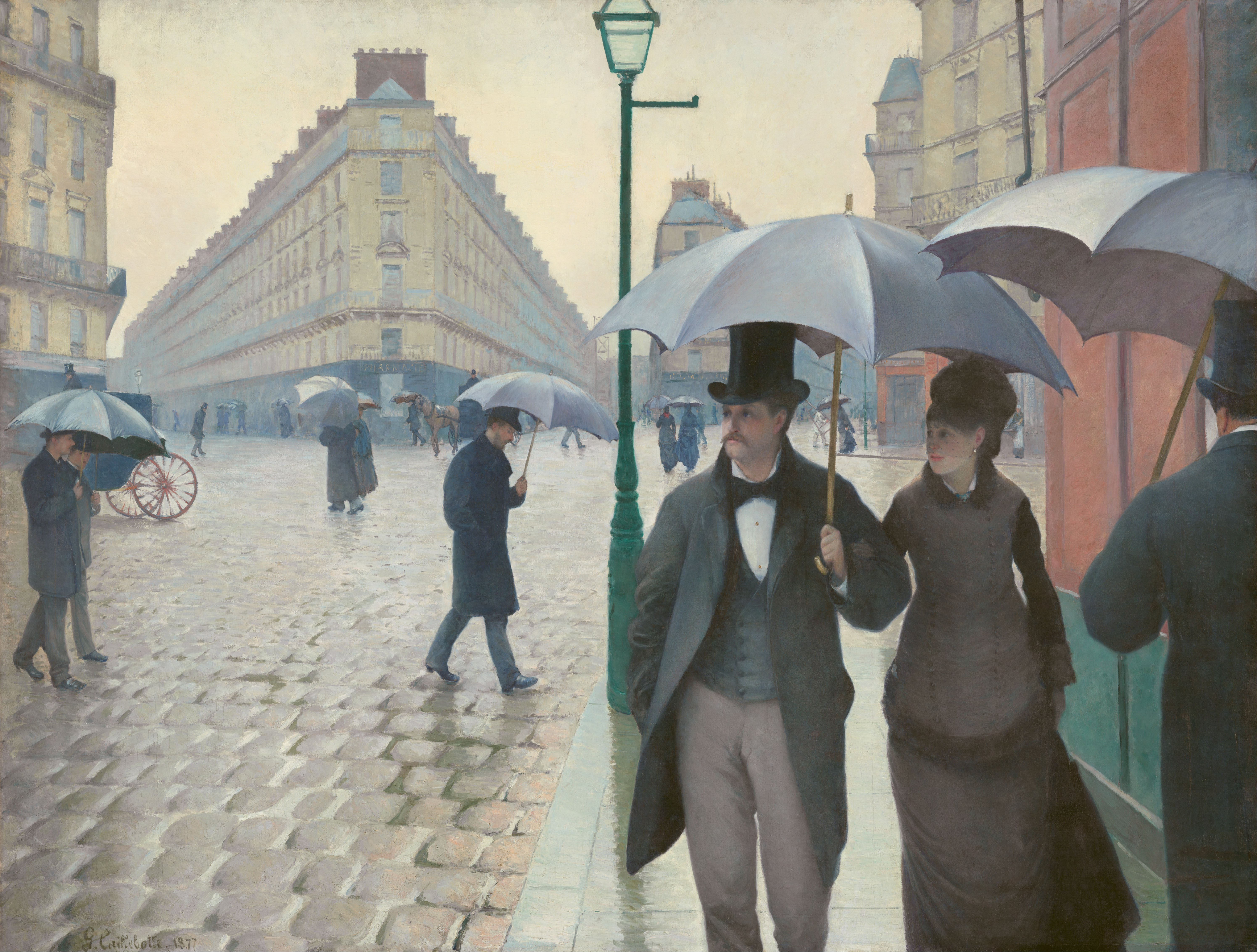
Schilderij van Gustave Caillebotte (1877) na de grootschalige verbouwing van de stad

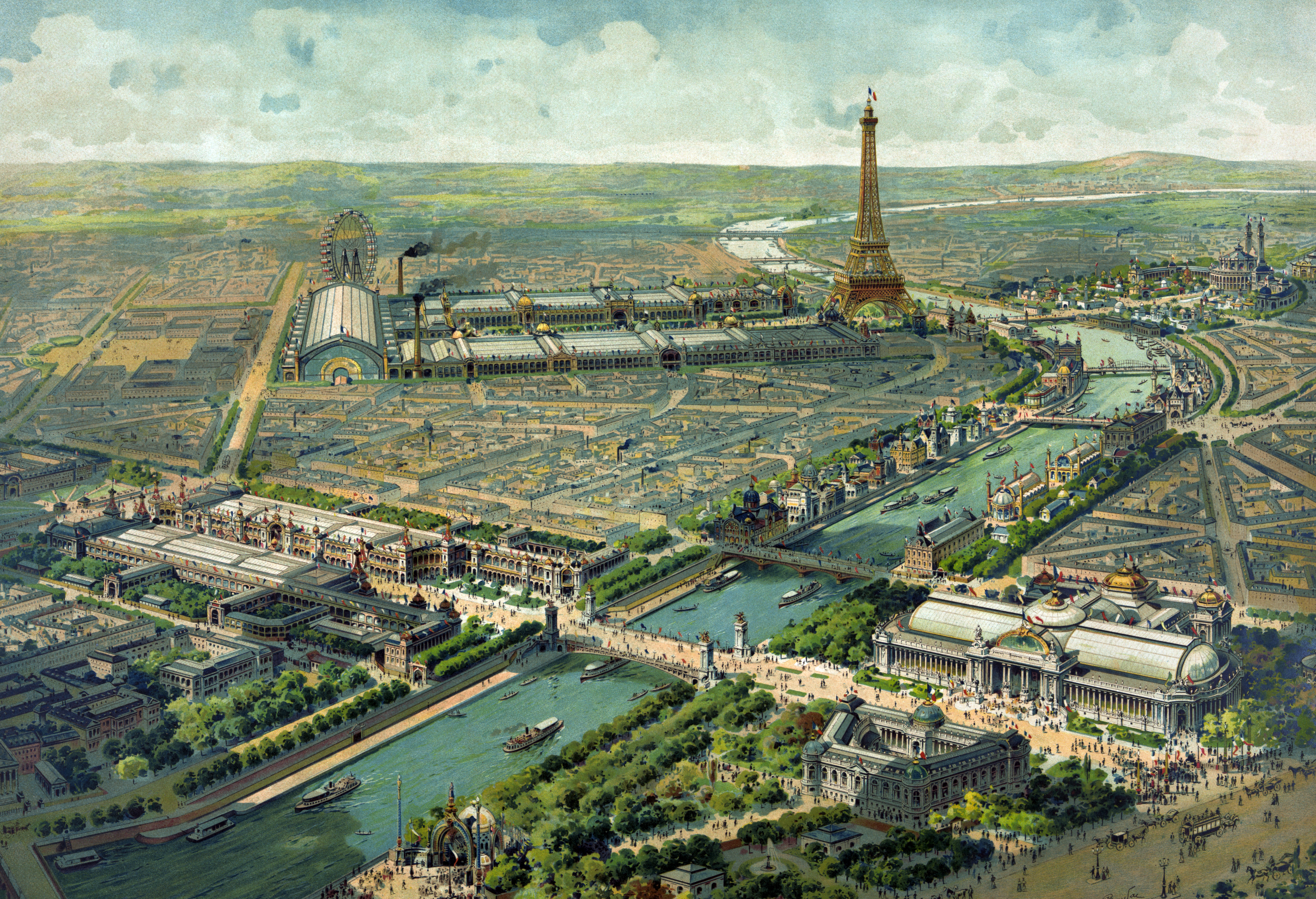
De wereldtentoonstelling van 1900 tijdens het belle époque. De Eiffeltoren was al eerder gebouwd voor de Wereldtentoonstelling van 1889

Een van de zwartste dagen in de geschiedenis van Parijs was 28 mei 1871, toen 20.000 Parijzenaren het leven lieten tijdens een volksopstand die de geschiedenis is ingegaan als de Commune van Parijs. Tijdens de daarop volgende Derde Republiek brak een bloeiperiode aan die bekend is als het belle époque. Dit was behalve een economische ook een culturele bloeitijd, waarbij schilders zoals Henri de Toulouse-Lautrec, Camille Pissarro en Pierre-Auguste Renoir de stad schilderden zoals dat nooit eerder was gedaan. Overal was amusement, zoals het cabaret en de cancan. In 1889 opende de Moulin Rouge. Er werden meerdere wereldtentoonstellingen gehouden. Voor de Wereldtentoonstelling van 1889 werd de Eiffeltoren gebouwd, die als tijdelijk bouwwerk was bedoeld. De stad pakte groots uit voor de Wereldtentoonstelling van 1900, toen een reeks gebouwen werd opgetrokken die nog steeds bekend zijn, zoals het Grand Palais en het Petit Palais, de spoorwegstations Gare de Lyon en Gare d'Orsay, en de Pont Alexandre-III. De eerste lijn van de Metro van Parijs werd tijdens de tentoonstelling in gebruik genomen. In hetzelfde jaar vonden ook de Olympische Zomerspelen plaats in Parijs, waarbij voor het eerst vrouwen deelnamen.
Het belle époque kwam ten einde met het uitbreken van de Eerste Wereldoorlog. Parijs werd weliswaar niet bezet, maar de maatschappij raakte door de uitzichtloze oorlog en de ontelbare doden en gewonden ontwricht. Gedurende het interbellum waren de tegenstellingen tussen de maatschappelijke klassen heel scherp. Tijdens de Tweede Wereldoorlog werd Parijs in juni 1940 door de Duitsers bezet. In 1944 beval Adolf Hitler de stad te vernietigen, maar aan dit bevel werd door generaal Dietrich von Choltitz geen gevolg gegeven. Op 25 augustus 1944 werd Parijs door het Amerikaanse leger en de vrije Franse strijdkrachten onder leiding van Charles de Gaulle bevrijd.
Parijs veerde tijdens de Vijfde Republiek weer op. Zo werd in 1963 begonnen met de aanleg van de rondweg van Parijs, de Boulevard Périphérique. Midden in de stad verrees het hypermoderne Centre Pompidou. Iets buiten Parijs verrees de zakenwijk La Défense. Tijdens het presidentschap van François Mitterrand (1981-1995) werden de Grands Travaux ondernomen, grote bouwprojecten waarmee de president zijn stempel op de stad drukte.
Het burgemeesterschap van Jacques Chirac (1977-1995) en Jean Tibéri (1995-2001) werd gekenmerkt door corruptieschandalen. De overwegend conservatieve Parijzenaren kregen daarvan zo genoeg dat zij in 2001 de socialist Bertrand Delanoë tot burgemeester kozen, die de eerste openlijk homoseksuele burgemeester van de hoofdstad werd.
In oktober 2005 braken ernstige onlusten in de Parijse banlieue uit, waar kansarme jongeren massaal vernielingen aanrichtten en slaags raakten met de oproerpolitie. De rellen hielden ruim twee weken aan. In januari 2015 pleegden twee moslimextremisten de aanslag op Charlie Hebdo en in november van datzelfde jaar werden in naam van Islamitische Staat zes terreuraanslagen gepleegd. Op 15 april 2019 brak in de kathedraal Notre-Dame een grote brand uit, die het gebouw zwaar beschadigde. De restauratie duurde vijf jaar en kostte 700 miljoen euro. In december 2024 werd de kathedraal opnieuw gewijd en opengesteld voor het publiek.

## Geografie

### Topografie

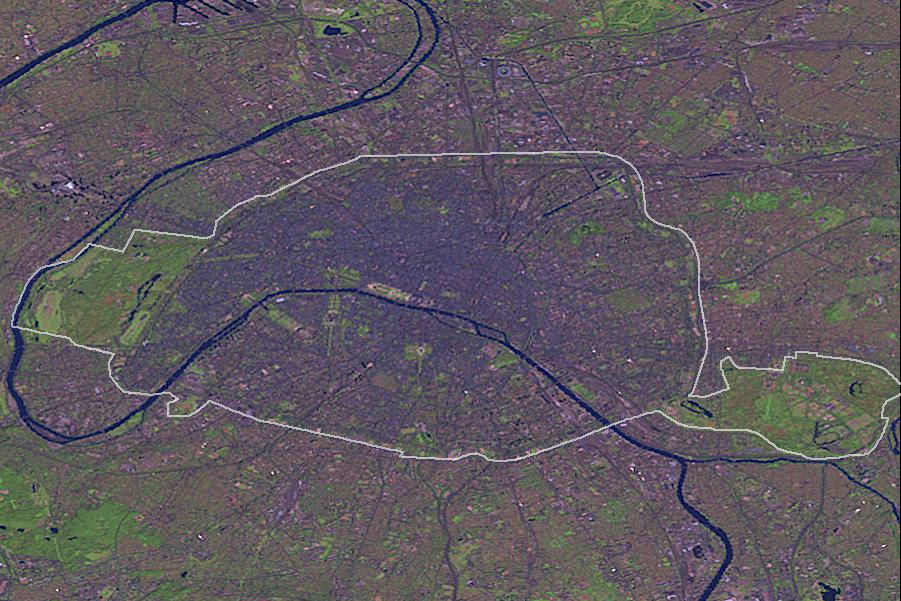
Satellietfoto met de grenzen van de gemeente Parijs ingetekend

Parijs ligt in het noorden van Frankrijk, in de regio Île-de-France en aan de rivier de Seine. Het historische centrum is gebouwd op twee eilanden, het Île Saint-Louis en het grotere Île de la Cité wat het oudste gedeelte van de stad is. Parijs ligt aan weerskanten van de rivier op een aantal heuvels: aan de rechter oever de Montmartre (130 meter), de Belleville (128,5 meter) die uitkomt op de rue du Télégraphe, de Ménilmontant (108 meter), de Buttes-Chaumont (103 meter), de Passy (71 meter) en de Chaillot (67 meter). Aan de linkeroever bevinden zich de heuvels van Montsouris (78 meter) Montparnasse (66 meter), Butte-aux-Cailles (63 meter) en Montagne Sainte-Geneviève (61 meter). De hoogteverschillen in de stad zijn niet groot.
In 1844 werd de eigenlijke stad Parijs door de stadswal van Thiers van de voorsteden afgescheiden. Door de annexatie van alle omringende gebieden tussen de historische kern en de stadswal van Thiers in 1860 heeft Parijs zijn huidige omvang gekregen, en vanaf toen omvatte het de huidige twintig arrondissementen. In 1925 werd de stad nogmaals uitgebreid met 8,9 km². In 1929 werden de zone buiten de stadswal van Thiers, waar niet mocht gebouwd worden, en de parken Bois de Boulogne en Bois de Vincennes aan Parijs toegevoegd, waardoor het huidige gebied een oppervlakte bestrijkt van 105,4 vierkante kilometer (per 1 januari 2020). Zonder deze twee parken bedraagt het totale oppervlak van Parijs 86,928 km². Sinds 1973 wordt de stad van de voorsteden gescheiden door een 35 km lange ringweg, de Boulevard Périphérique, die het historische centrum van Parijs via de Portes de Paris met de voorsteden verbindt.

### Hydrografie

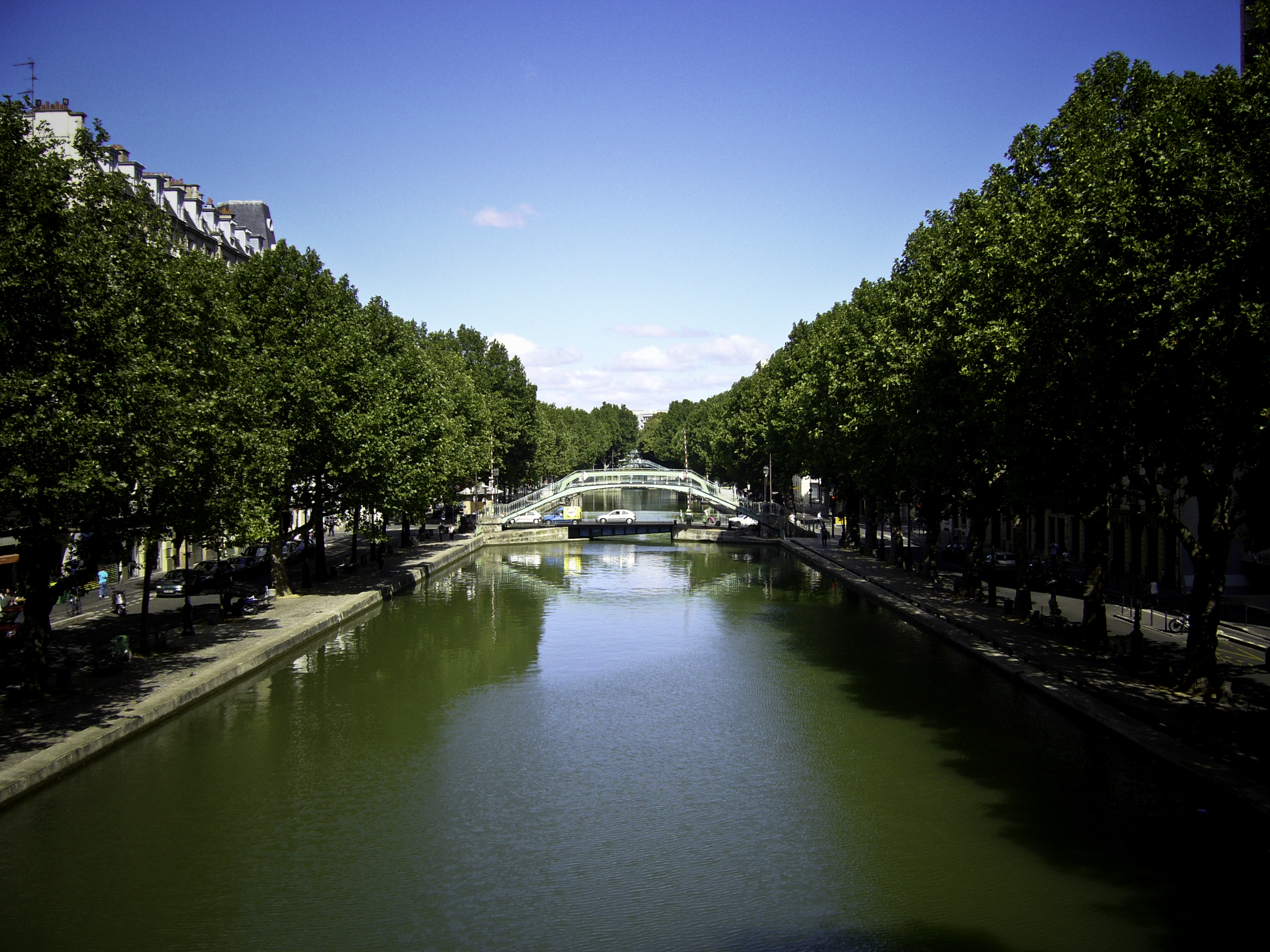
Canal Saint-Martin

De Seine stroomt aan de zuidoostelijke kant van Parijs de stad binnen en stroomt de stad aan de zuidwestelijke kant weer uit. Over de Seine verbinden meer dan dertig bruggen het ene stadsdeel met het andere. Door Parijs stroomt verder nog de Bièvre en het in 1825 ingewijde Canal Saint-Martin, dat gedeeltelijk onder de rue du Faubourg-du-Temple door stroomt en het einddeel vormt van de 108 km lange Canal de l'Ourcq. Dit kanaal stroomt onder de Place de la Bastille door voordat het iets stroomopwaarts van het Île Saint-Louis in de Seine uitmondt. Vanuit het bekken van Villette loopt het 4,5 kilometer lange Canal Saint-Denis, dat in 1821 is geopend en eindigt in Saint-Denis.

### Geologische geschiedenis
Het Bekken van Parijs bestaat uit een groot aantal sedimentlagen. De oudste lagen zijn in het Quartier d'Auteuil gevonden en zijn 250 miljoen jaar oud. Ze bestaan uit zand en klei. De iets jongere lagen dateren uit het Lutetien en bestaan uit gips en kalksteen.
Het Bekken van Parijs heeft zich ongeveer 41 miljoen jaar geleden als een binnenzee gevormd, die door de Vogezen, het Centraal Massief en het Armoricaans Massief werd omgeven. Met de vorming van de Alpen heeft het bekken zich grotendeels gesloten. Het bleef open in de richting van het Kanaal en de Atlantische Oceaan, waardoor de rivierbassins voor de Loire en de Seine werden gevormd. Het Bekken van Parijs was aan het einde van het Oligoceen was continentaal. In de catacomben van Parijs wordt behalve kalksteen en gips ook veel Franse zandsteen, calcaire lutétien, aangetroffen.
De kalksteen is tot en met de 14e eeuw voor gebouwen gebruikt, van de Place d'Italie tot aan de Rue de Vaugirard. Kalksteen wordt begin 21e eeuw in andere delen van Frankrijk gewonnen, bijvoorbeeld in de omgeving van Saint-Maximin. Gips wordt nog steeds in Montmartre en Bagneux gewonnen.
Het Bekken van Parijs is een van de eerste gebieden ter wereld waarvan een geologische kaart is gemaakt. Op basis hiervan heeft Georges Cuvier veel van zijn ideeën op het gebied van paleontologie en de vergelijkende anatomie ontwikkeld. Paul Lemoine toonde in 1911 aan dat het Bekken van Parijs uit concentrisch gevormde uithollingen bestaat.
De verstedelijking van Parijs heeft ook een grote invloed gehad op de grondwaterhydrologie van de stad. Bièvre moest in de 19e eeuw uit oogpunt van hygiëne worden overkluisd.
In de bodem onder Parijs zijn grote grondwaterreservoirs aanwezig. Deze worden met behulp van Artesische bronnen geëxploiteerd.

### Klimaat
Parijs heeft een zeeklimaat met kleine thermische amplitude (geen extreem hoge of lage temperaturen). De stad kent - in vergelijking met de rest van Frankrijk - vrij koele zomers met een gemiddelde temperatuur van 18 °C. De winters zijn tamelijk zacht met weinig sneeuw en een gemiddelde temperatuur tussen de 3 °C en 8 °C. De lente en herfst in Parijs verlopen meestal mild. De gemiddelde jaarlijkse neerslag is 650 mm met lichte regenval verdeeld over het jaar. De hoogste geregistreerde temperatuur in Parijs werd gemeten op 25 juli 2019 met een waarde van 42,6 °C. De laagste temperatuur was -23,9 °C op 10 december 1879.
| Maand                  | jan  | feb  | mrt  | apr  | mei  | jun  | jul  | aug  | sep  | okt  | nov  | dec  | Jaar  |
| ---------------------- | ---- | ---- | ---- | ---- | ---- | ---- | ---- | ---- | ---- | ---- | ---- | ---- | ----- |
| Gemiddeld maximum (°C) | 6,9  | 8,2  | 11,8 | 14,7 | 19,0 | 21,8 | 24,4 | 24,6 | 20,8 | 15,8 | 10,4 | 7,8  | 15,5  |
| Gemiddeld minimum (°C) | 2,5  | 2,8  | 5,1  | 6,8  | 10,5 | 13,3 | 15,5 | 15,4 | 12,5 | 9,2  | 5,3  | 3,6  | 8,5   |
|                        |      |      |      |      |      |      |      |      |      |      |      |      |       |
| Neerslag (mm)          | 53,7 | 43,7 | 48,5 | 53,0 | 65,0 | 54,6 | 63,1 | 43,0 | 54,7 | 59,7 | 51,9 | 58,7 | 649,6 |
| Bron: Météo-France     |      |      |      |      |      |      |      |      |      |      |      |      |       |

## Demografie
De eigenlijke gemeente Parijs telt zo'n 2.257.981 inwoners op 10.525 hectare, wat neerkomt op een 20.400 inwoners per km². De regio Île-de-France telt 12 miljoen inwoners.
Parijs staat bekend om zijn multiculturele samenleving. Al sinds de middeleeuwen trekken immigranten richting Parijs, van de Nederlandse en Zweedse studenten die naar de studentenwijk quartier Latin trokken in de 14e eeuw tot de huidige Afrikanen en Oost-Aziaten in de Goutte d'Or.
De grootste groepen van buitenlandse komaf die in Parijs wonen komen uit de volgende landen:
- Immigranten uit Spanje en Portugal arriveerden voornamelijk tussen 1950 en 1975. Vanaf 1975 nam de toestroom sterk af, onder andere als gevolg van de democratisering van Spanje en Portugal.
- Immigranten uit Marokko, Algerije, Tunesië, Libië en Egypte kwamen vooral van 1950 tot 2000.
- Immigranten uit Centraal-Afrika en Zuid-Afrika kwamen vanaf 1975. Hun aantallen vertonen een stijgende lijn.
- Immigranten uit Vietnam (Chinese Vietnamezen en Vietnamezen) kwamen tijdens de oorlog die daar aan de gang was. De immigranten kwamen vooral tussen 1960 en 1980. Hun aantal blijft stabiel hoewel er steeds minder immigranten uit Vietnam zijn bijgekomen. Het aantal immigranten uit China (Chinese Fransen) neemt toe. Parijs huisvest de grootste Chinese gemeenschap van Europa.[bron?] Parijs heeft drie Chinese buurten. Het 13e arrondissement heeft de meeste Chinese faciliteiten.
- Immigranten uit koloniën van Frankrijk zoals Guadeloupe, Martinique en Frans-Polynesië kwamen tussen 1960 en 2000. Hun aantal blijft stabiel.
- Immigranten uit Oost-Europa zoals Polen, Hongarije, Bulgarije en Roemenië kwamen pas vanaf de toetreding tot de Europese Unie: in 2004 voor Polen en Hongarije en 2007 voor Bulgarije en Roemenië. Hun aantal blijft sterk stijgen.

### Voorsteden

De grenzen van Parijs van de 4e eeuw tot heden
4e eeuw
10e en 11e eeuw
vanaf de 12e eeuw
vanaf de 14e eeuw
vanaf de 16e eeuw
Muur van de Belastingpachters
enceinte de Thiers, vanaf de 19e eeuw
tegenwoordig

Parijs kreeg tussen 1870 en 1940 een nieuw aangezicht. De stad was onder Napoleon III al aan de demografische ontwikkelingen aangepast, maar tot 1860 kwam de bebouwing nog niet verder dan de enceinte de Thiers. Parijs was door de economische groei overbevolkt geraakt, maar ook doordat de bevolking van het platteland naar de stad was verhuisd. Het begrip banlieue ontstond in deze tijd en er werd meer van de région parisienne gesproken dan van de stad Parijs. De problemen, die met infrastructuur te maken hadden, werden pas in 1961 opgelost, toen Paul Delouvrier op verzoek van Charles de Gaulle met de bouw van vijf geplande steden en het Réseau express régional begon. Deze uitbreiding ging echter tevens gepaard met een verdere spreiding van de bestuurlijke macht.
Terwijl de totale bevolking van Parijs lange tijd min of meer stabiel is gebleven, is het aantal mensen dat in de banlieues woont sinds het einde van de 19e eeuw sterk gestegen. Aan het begin van de 21e eeuw woonde bijna 80% van de totale Parijse bevolking in de banlieues.

### Demografische ontwikkeling sinds 1962
Aantal inwoners
|            | Index | Index | Index | Index | Index | Index | Index | Index |
| 1962       | 1968  | 1975  | 1982  | 1990  | 1999  | 2008  | 2019  |       |
| ---------- | ----- | ----- | ----- | ----- | ----- | ----- | ----- | ----- |
| Parijs     | 100,0 | 92,9  | 82,4  | 78,0  | 77,1  | 76,2  | 79,3  | 77,4  |
| Frankrijk* | 100,0 | 107,1 | 113,3 | 117,0 | 121,9 | 126,0 | 133,8 | 140,1 |

|            | Inwoners / km² | Inwoners / km² | Inwoners / km² | Inwoners / km² | Inwoners / km² | Inwoners / km² | Inwoners / km² | Inwoners / km² |
| 1962       | 1968           | 1975           | 1982           | 1990           | 1999           | 2008           | 2019           |                |
| ---------- | -------------- | -------------- | -------------- | -------------- | -------------- | -------------- | -------------- | -------------- |
| Parijs     | 26.471,5       | 24.580,4       | 21.820,0       | 20.647,5       | 20.421,5       | 20.163,6       | 20.980,0       | 20.544,8       |
| Frankrijk* | 84,2           | 90,1           | 95,4           | 98,5           | 102,7          | 106,1          | 112,7          | 119,7          |

Frankrijk* = exclusief overzeese gebieden
Bron: Recensement Populaire INSEE - 1962 tot 1999 population sans doubles comptes, nadien Population Municipale
Op 1 januari 2020 had Parijs 2.145.906 inwoners.

## Bestuur

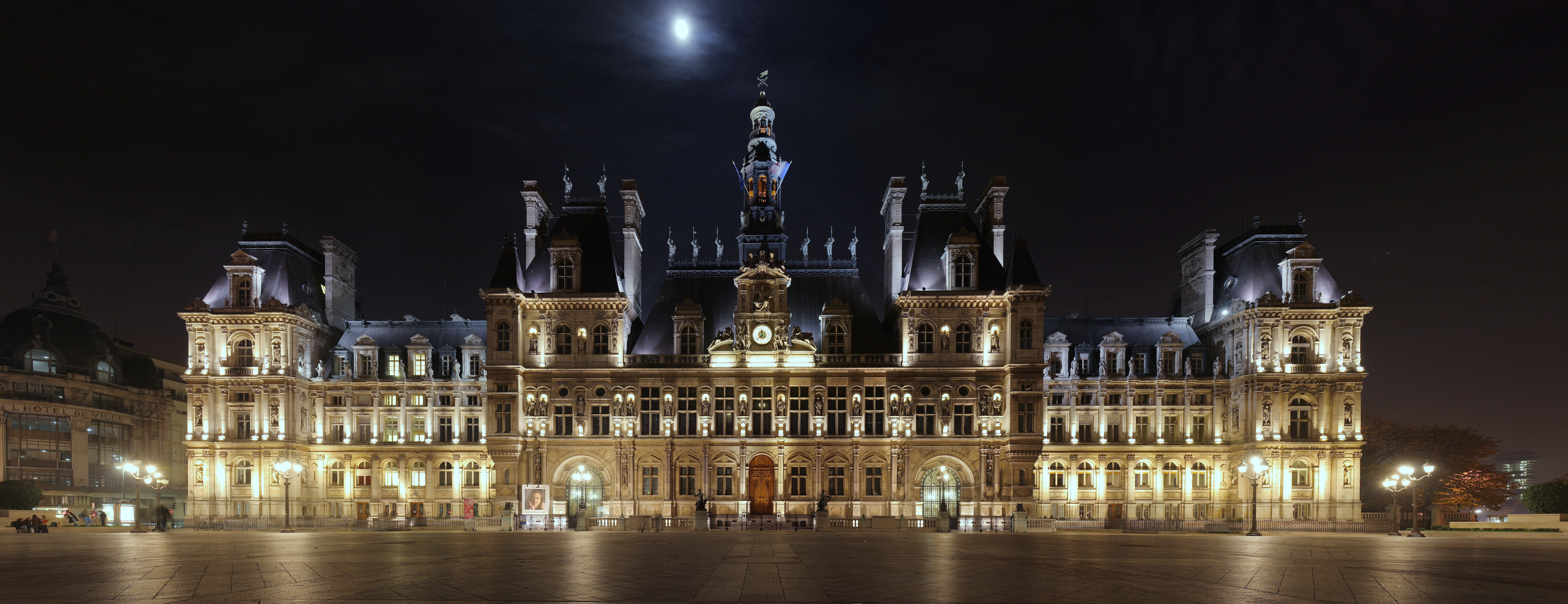
Het stadhuis van Parijs

Parijs is onderverdeeld in twintig stedelijke arrondissementen. De arrondissementen kiezen hun eigen arrondissementsraad, behalve de eerste vier die één gezamenlijk gekozen bestuur hebben. In totaal zijn er 517 arrondissementsraadsleden; uit hun midden worden de 163 leden van de raad van Parijs (conseil de Paris) gekozen. De leden van de raad van Parijs kiezen de burgemeester van Parijs. Sinds april 2014 is Anne Hidalgo burgemeester van Parijs, als eerste vrouw in de geschiedenis. Bekende oud-burgemeesters zijn Jean Tiberi (1995-2001) en Jacques Chirac (1977-1995).
De arrondissementen zijn weer onderverdeeld in quartiers, kwartieren.
Parijs telt aldus 80 quartiers.
Politietaken in de stad worden uitgevoerd door de politieprefectuur.
Van 1975 tot 2019 gold Parijs als het 75e departement van Frankrijk. Het gebied van het departement viel samen met dat van de gemeente Parijs. In 2019 werd het departement Parijs afgeschaft en is het sindsdien een 'collectiviteit met speciaal statuut'.

## Stadsbeeld

### Architectuur

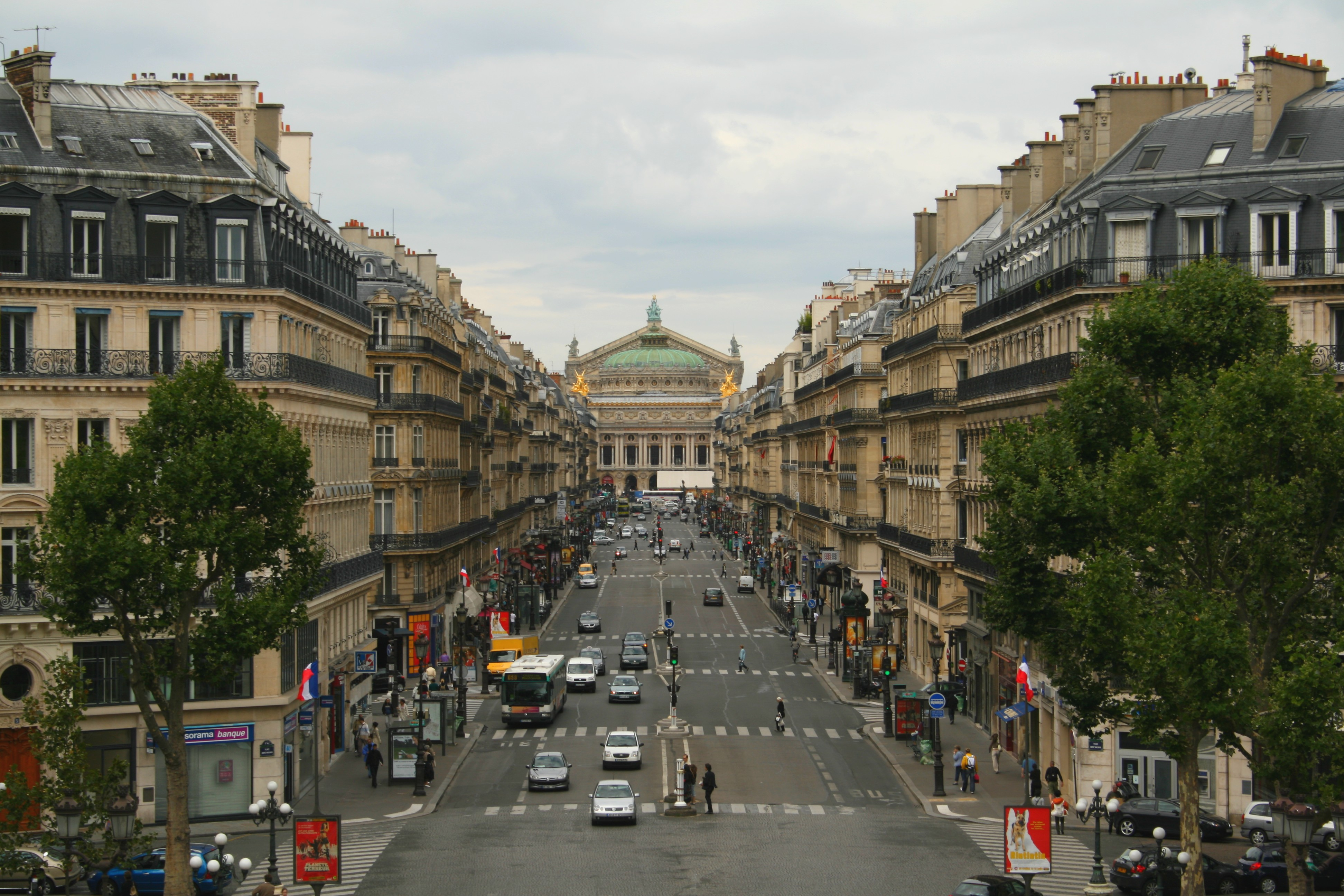
De Avenue de l'Opéra met uniforme appartementsgebouwen in crèmekleurige kalksteen, in de Style Second Empire. Aan het eind van de straat staat de Opéra Garnier.

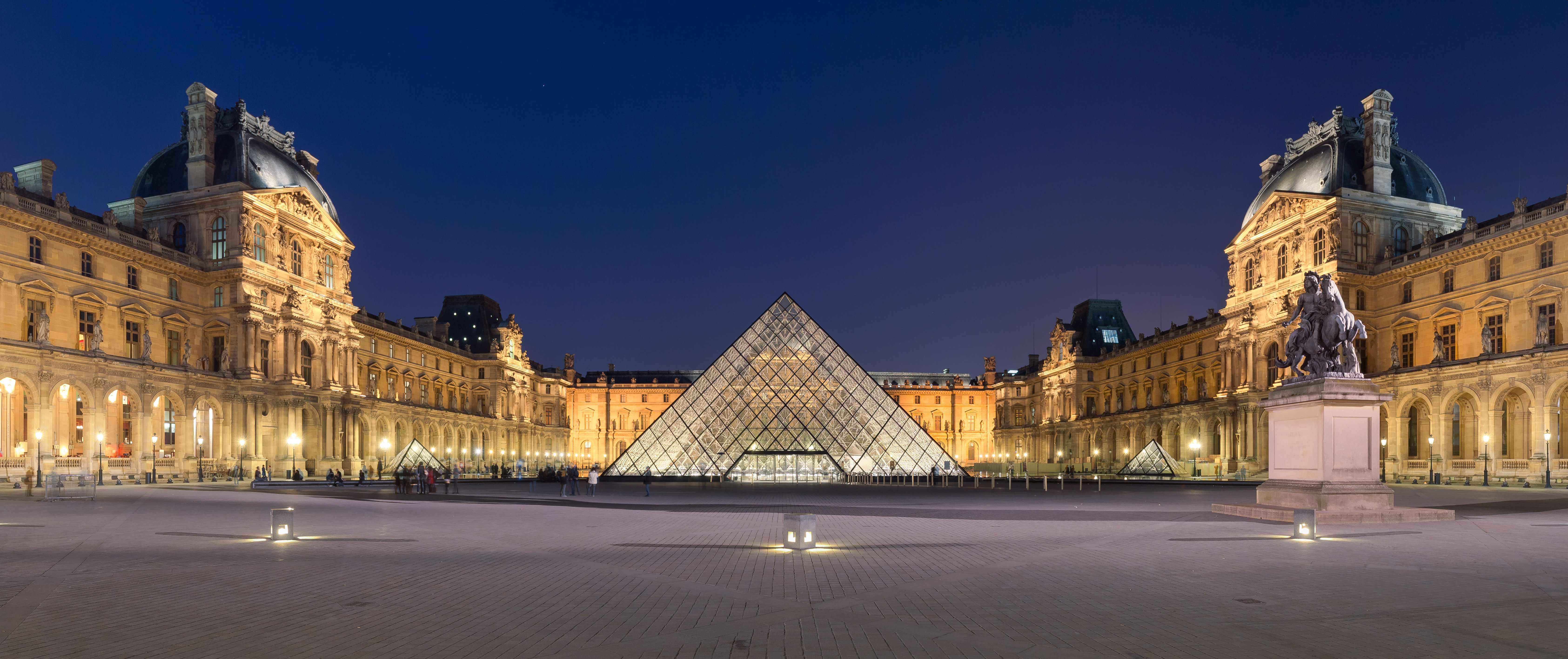
De piramide van het Louvre was een van de architectonische aanwinsten van de stad onder de Grands Travaux van François Mitterrand.

Het stadsbeeld van Parijs wordt gekenmerkt door de rechte boulevards die in de negentiende eeuw zijn aangelegd volgens de ideeën van Georges-Eugène Haussmann. De oudste en nog steeds de mooiste is de Rue de Rivoli. De meeste gebouwen in de stad zijn uniforme appartementsgebouwen, opgetrokken in de architectuur van de Style Second Empire. Deze zijn zes of zeven verdiepingen hoog waarvan de bovenste verdieping een schuin dak heeft. Slechts op enkele plaatsen op het Île de la Cité zijn nog oude woonhuizen te vinden van voor de 19e eeuw. Zoals aan de Place Dauphine en de Rue Chanoinesse. De stad kent de nodige pleinen en parken.
De stad kent een aantal bouwwerken die tijdens de Grands Travaux van François Mitterrand (1981-1995) werden gebouwd. Hieronder vielen (de verbouwing van) het Musée d'Orsay, het Parc de la Villette, de Bibliothèque nationale de France, de Opéra Bastille, het Institut du monde arabe, de uitbreiding van het Louvre met de piramide en de Grande Arche.

### Hoogbouw
Er is in vergelijking met andere grote steden, bijvoorbeeld New York, betrekkelijk weinig hoogbouw. Het hoogste gebouw is de Eiffeltoren met een hoogte van 325 meter. Een aantal wolkenkrabbers is te vinden rond de stations Austerlitz, Lyon en Bercy (waaronder de Site François Mitterrand van de Bibliothèque nationale de France). Ten zuidwesten van de Eiffeltoren ligt de wijk Front de Seine met hoge flatgebouwen. Dit was het resultaat van een sociaal woningbouwproject in de jaren zeventig. Er zijn in Parijs niet veel wolkenkrabbers hoger dan 100 meter. Een aantal hiervan staat rondom het station Montparnasse in de gelijknamige wijk. Met 210 meter was de Tour Montparnasse de hoogste wolkenkrabber in Parijs. Na de controversiële bouw hiervan werd de bouw van meer wolkenkrabbers in de stad verboden.
De meeste wolkenkrabbers van de agglomeratie staan buiten de péripherique, in het bijzonder in het zakendistrict La Défense, het grootste zakencentrum van Europa. Veel van de wolkenkrabbers in La Défense zijn tussen de 100 en 200 meter hoog. Erbovenuit steekt de Tour First, die met 231 meter de hoogste wolkenkrabber van Frankrijk is.

### Bruggen

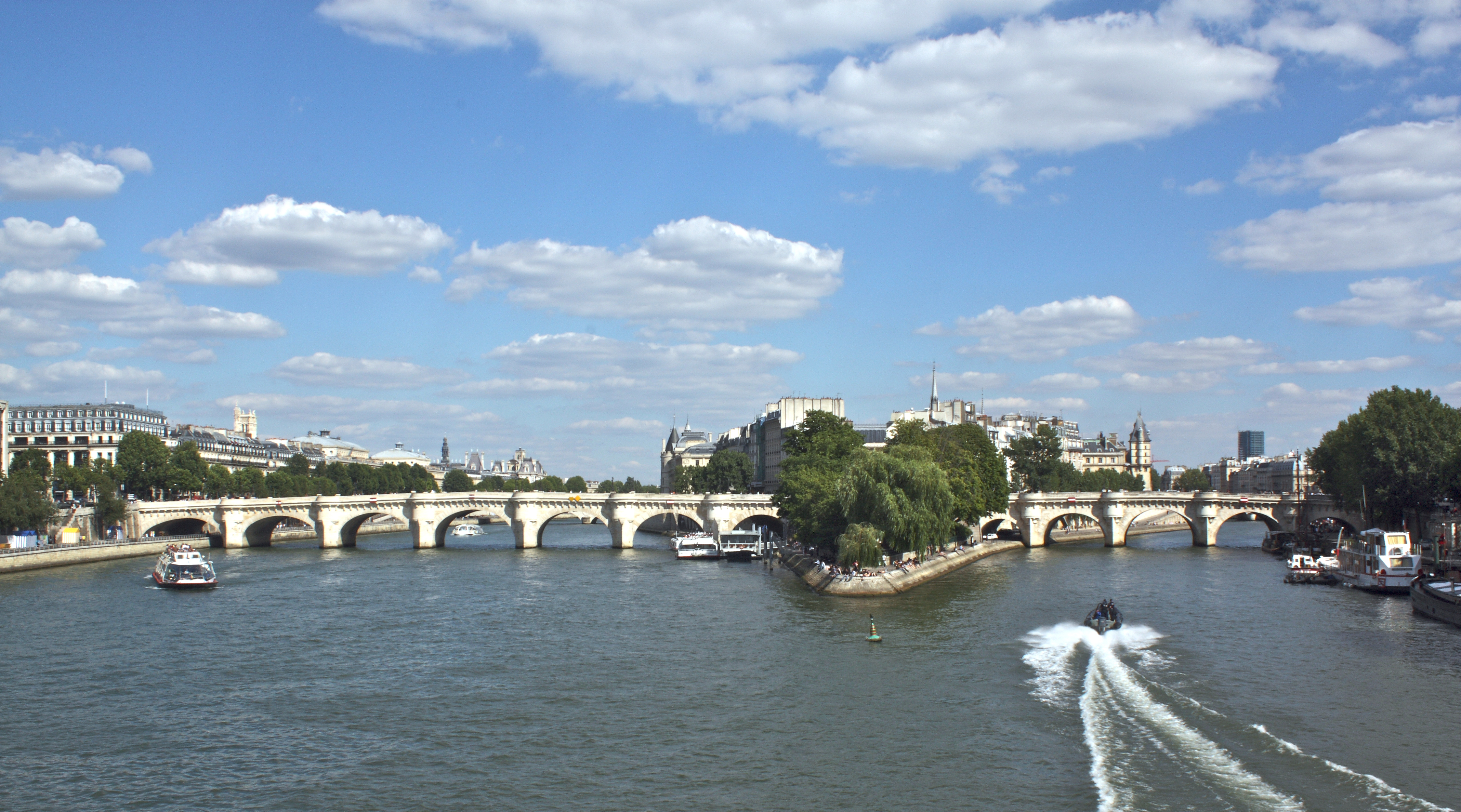
Pont Neuf die Île de la Cité met zowel de linker als rechter oever verbindt

Er zijn veel bruggen in Parijs. Negen hiervan verbinden de rest van de stad met het Île de la Cité, waar de stad is ontstaan.
Enkele bekende bruggen in Parijs zijn:
- Pont Alexandre III
- Pont de l'Alma
- Pont de Bir-Hakeim
- Pont d'Iéna
- Pont Marie
- Pont Mirabeau
- Pont National
- Pont Neuf
- Pont Saint-Louis
- Pont de Sully

### Pleinen
- Place Vendôme
- Place de la Concorde met Obelisk
- Place du Tertre
- Place de la Bastille
- Place de Clichy
- Place Charles de Gaulle (oude naam: Place de l'Etoile)
- Place de la Nation (oude naam: Place du Trône)
- Place d'Italie
- Place de la République
- Place Pigalle
- Place des Victoires
- Place des Vosges
- Place de l'Opéra
- Place de la Madeleine

### Tuinen en parken
- Parc André Citroën
- Jardin des Plantes
- Tuilerieën
- Jardin du Luxembourg
- Bois de Boulogne stadspark
- Bois de Vincennes
- Parc Montsouris
- Cité universitaire de Paris
- Parc Monceau
- Parc des Buttes-Chaumont

## Cultuur

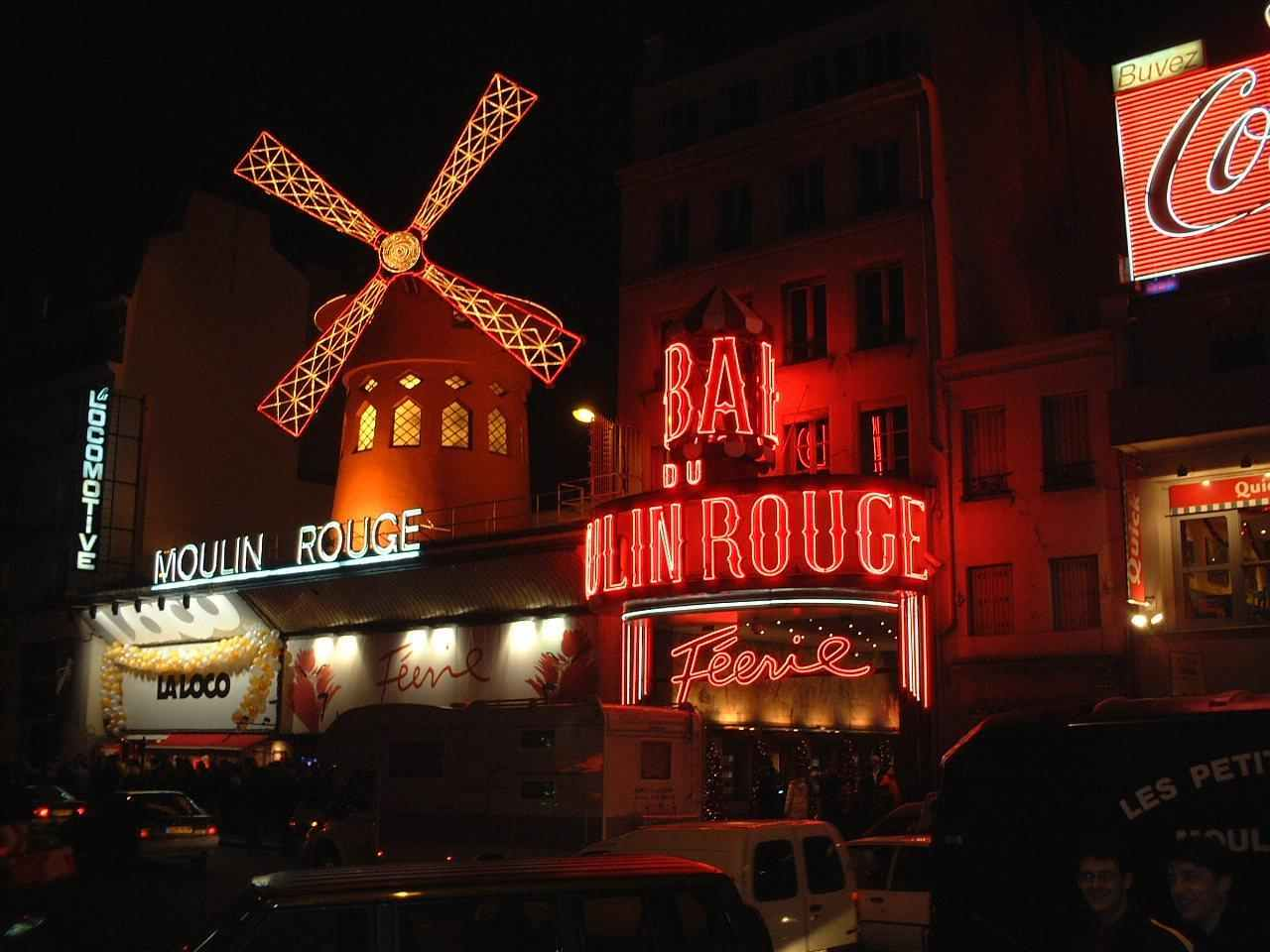
Moulin Rouge

### Bezienswaardigheden

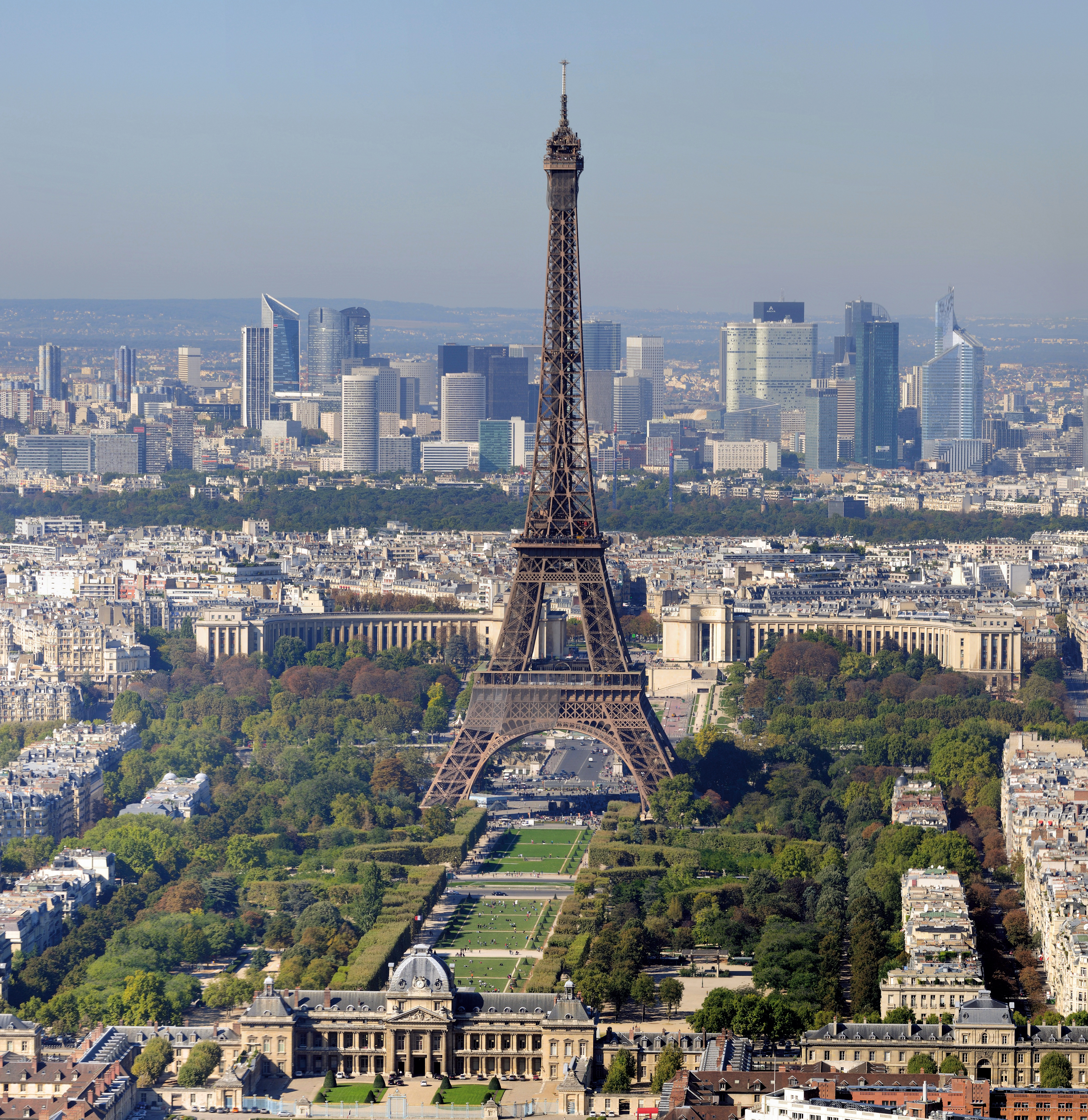
De Eiffeltoren, met op de achtergrond de wolkenkrabbers van zakendistrict La Défense

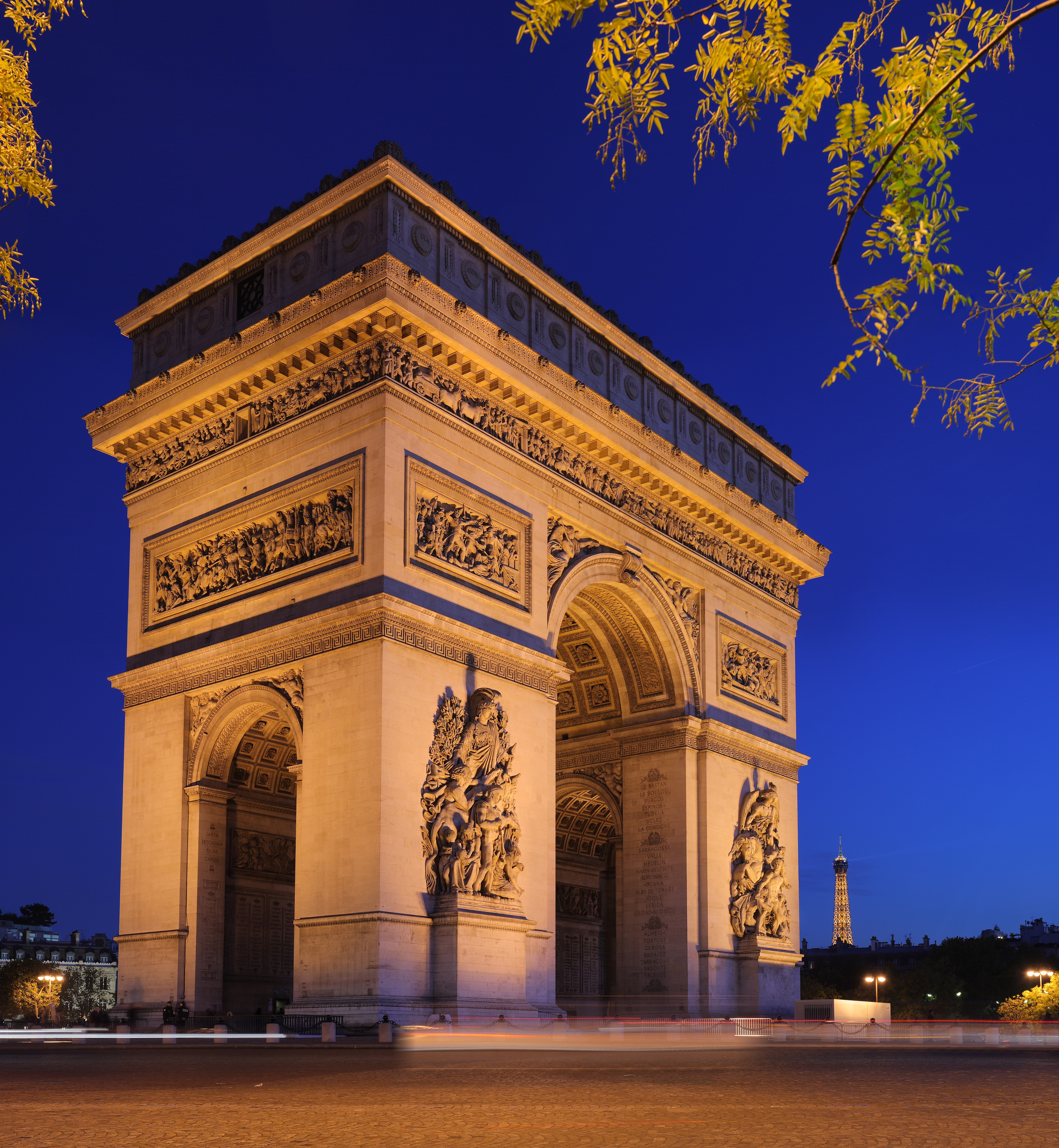
Arc de Triomphe

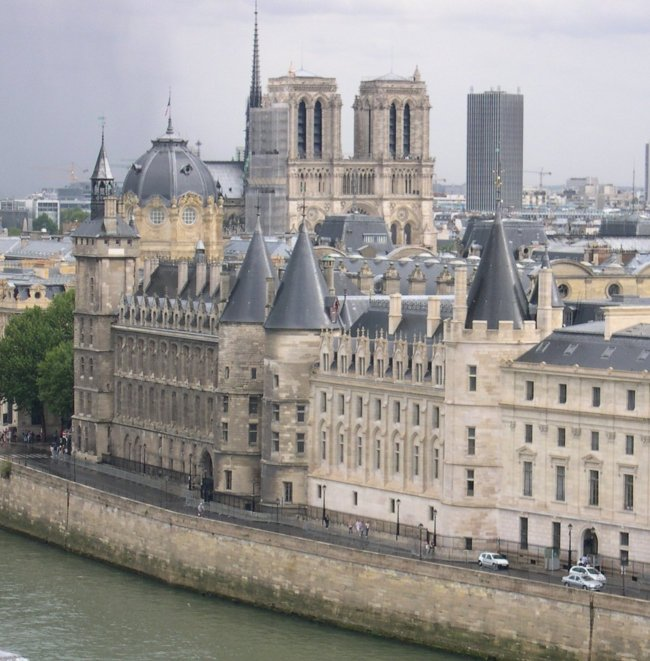
Conciergerie

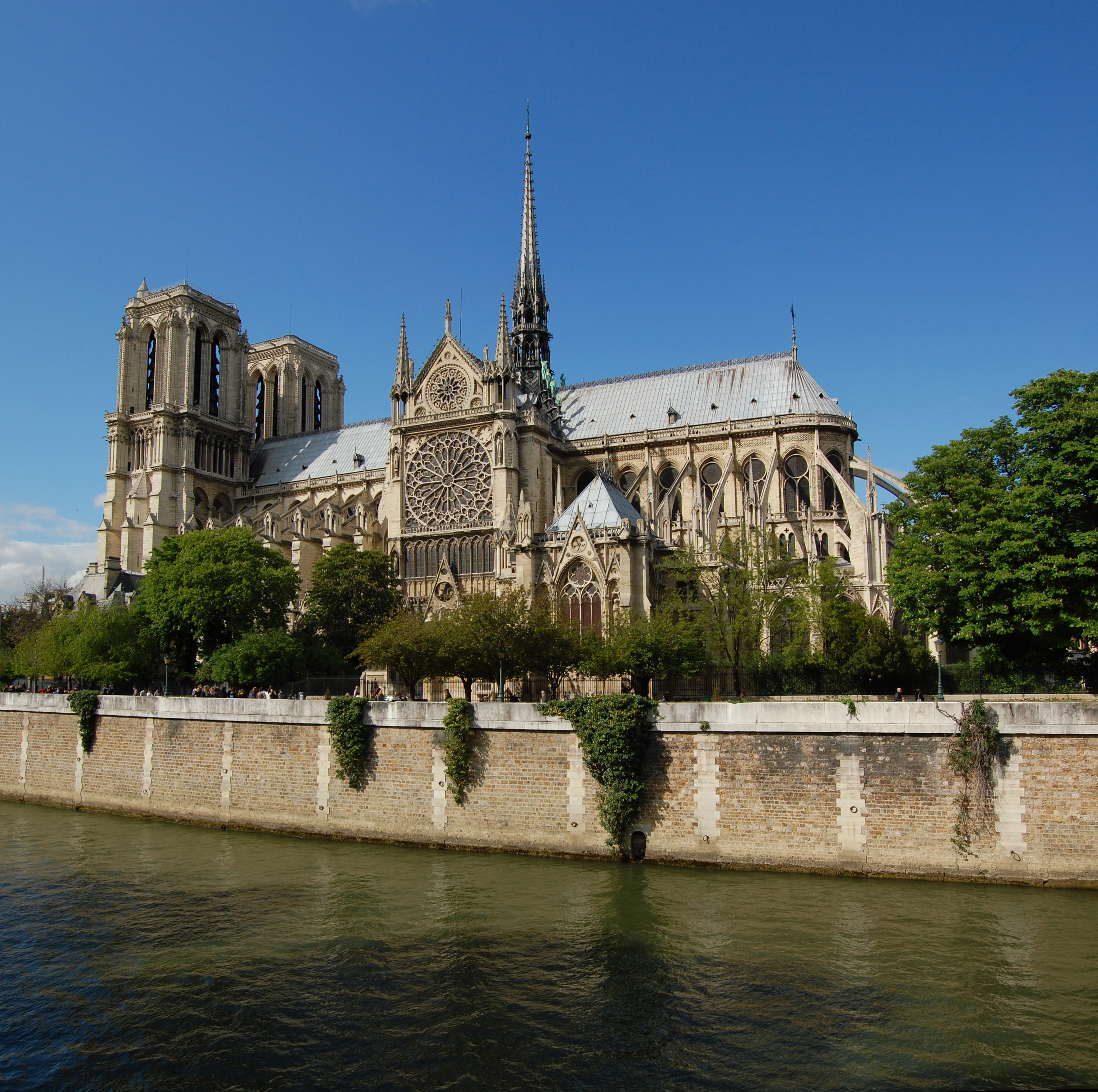
Notre-Dame

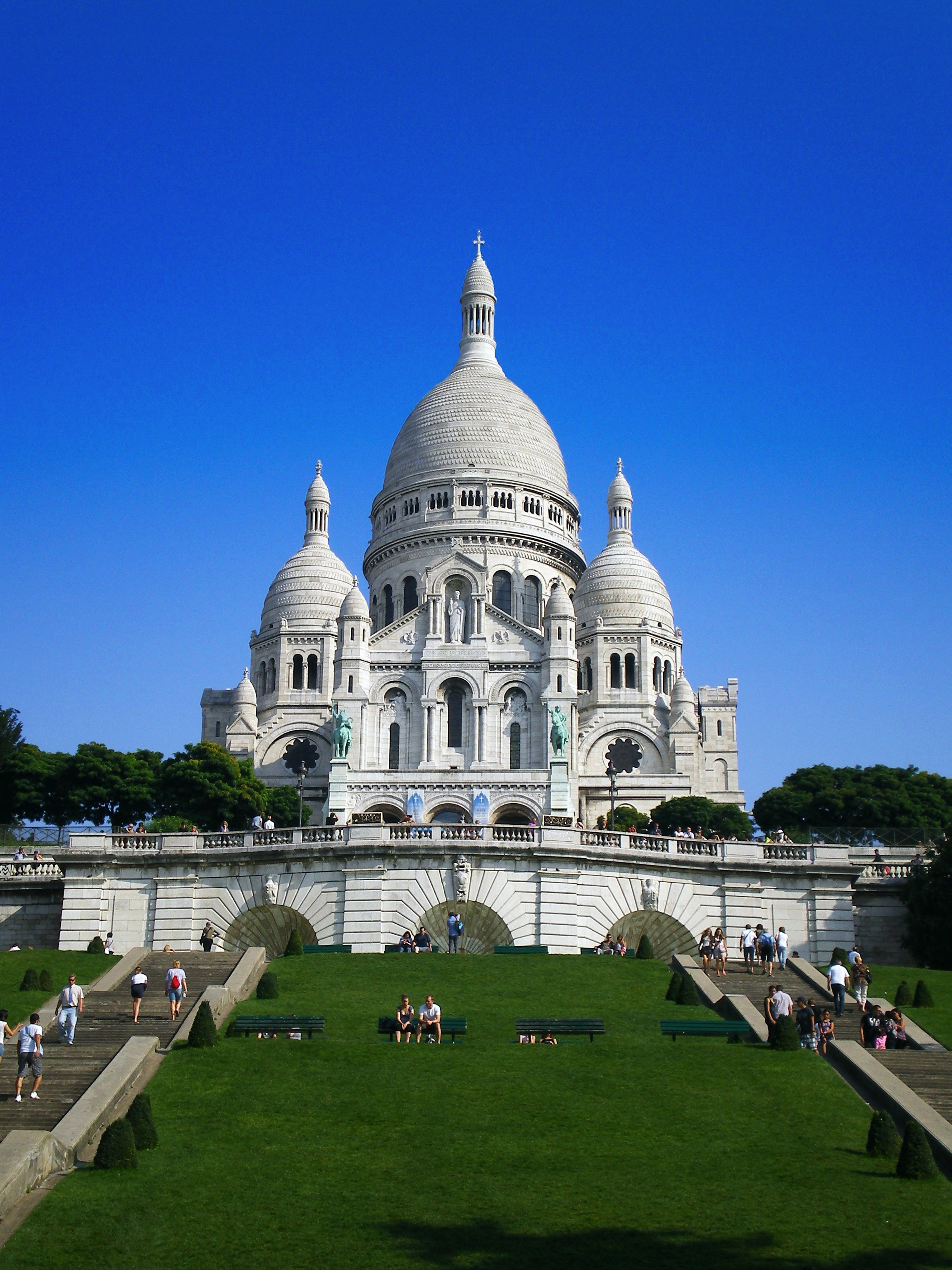
Sacré-Cœur

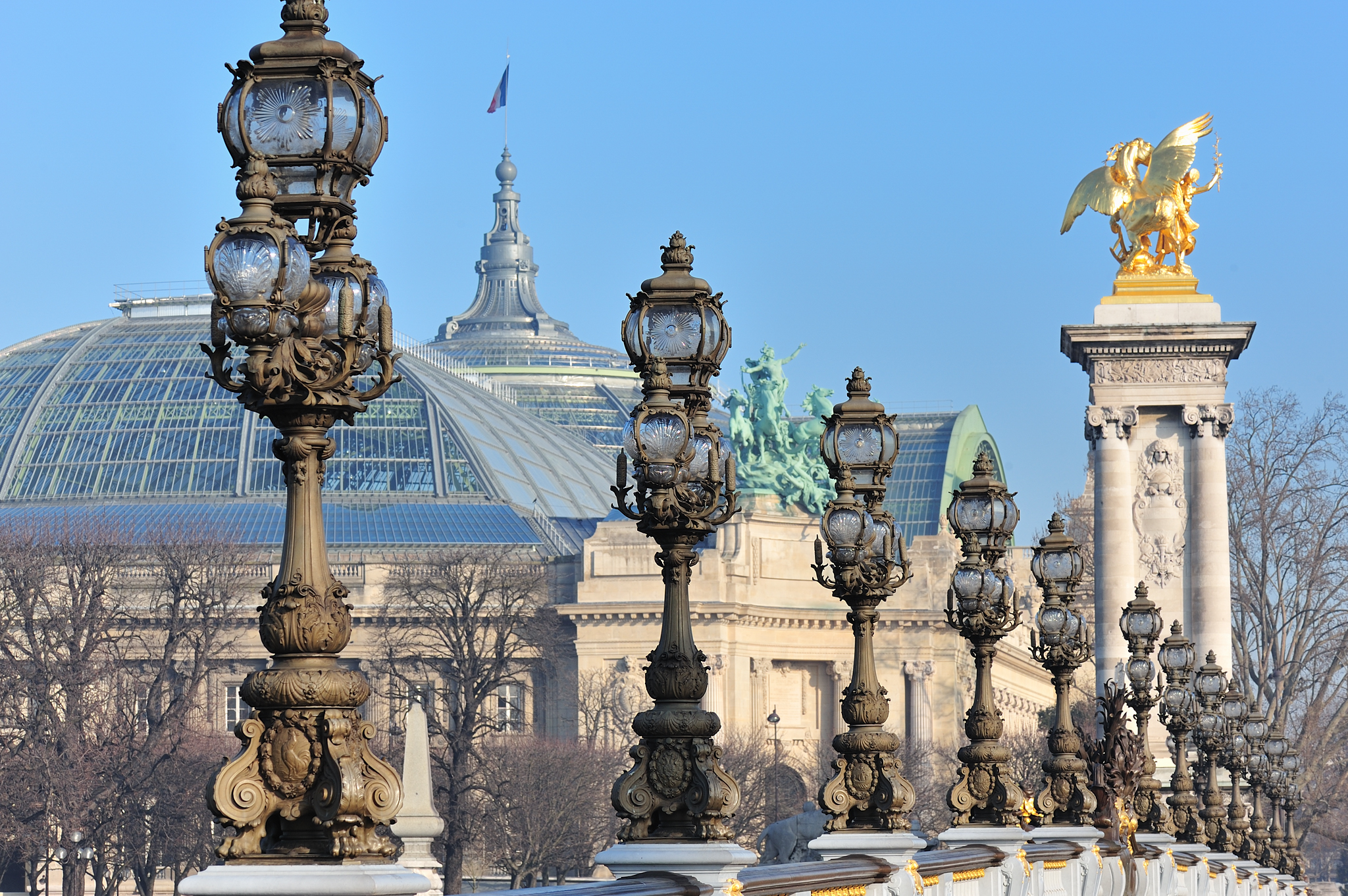
Grand Palais gezien vanaf de Pont Alexandre III

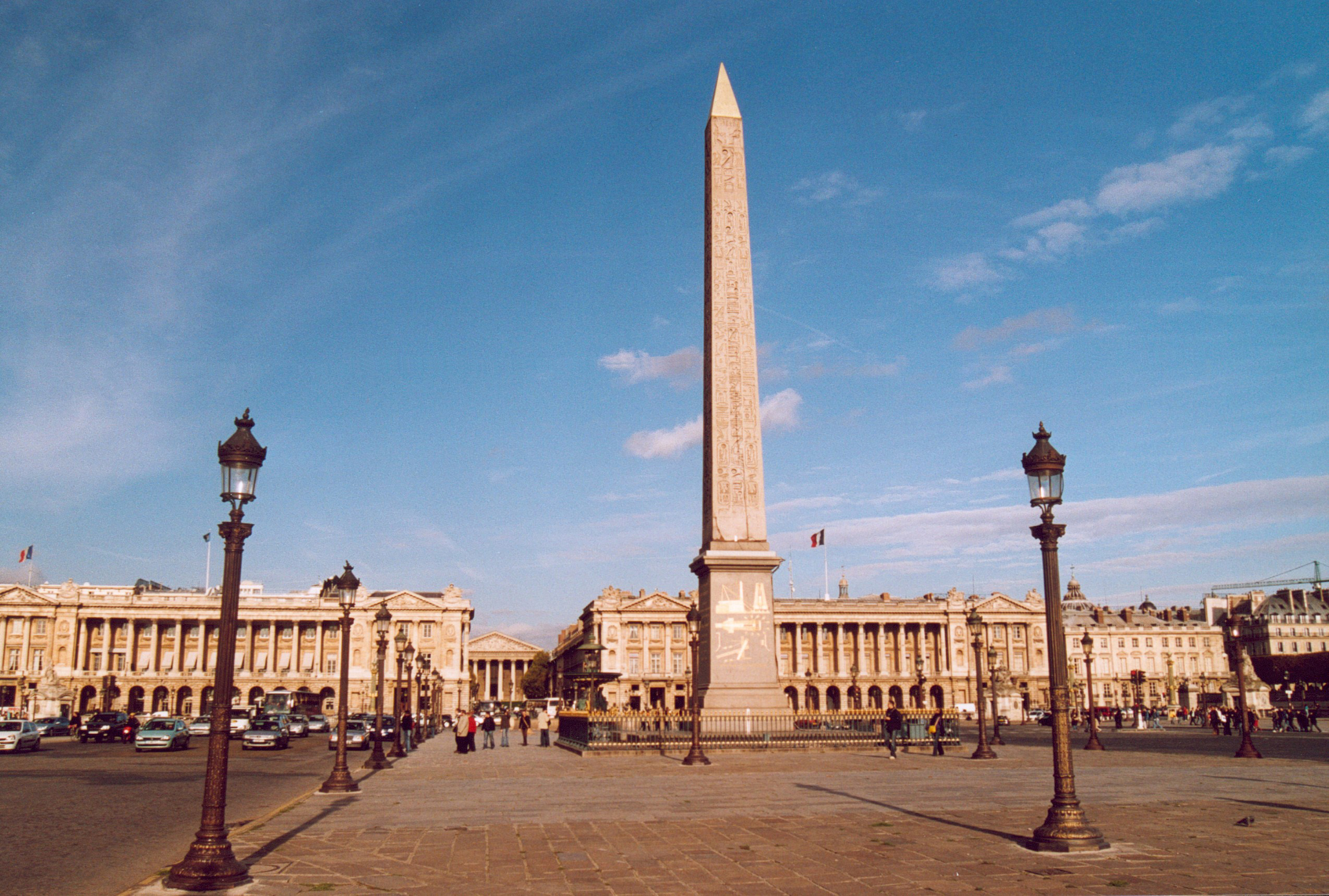
Place de la Concorde

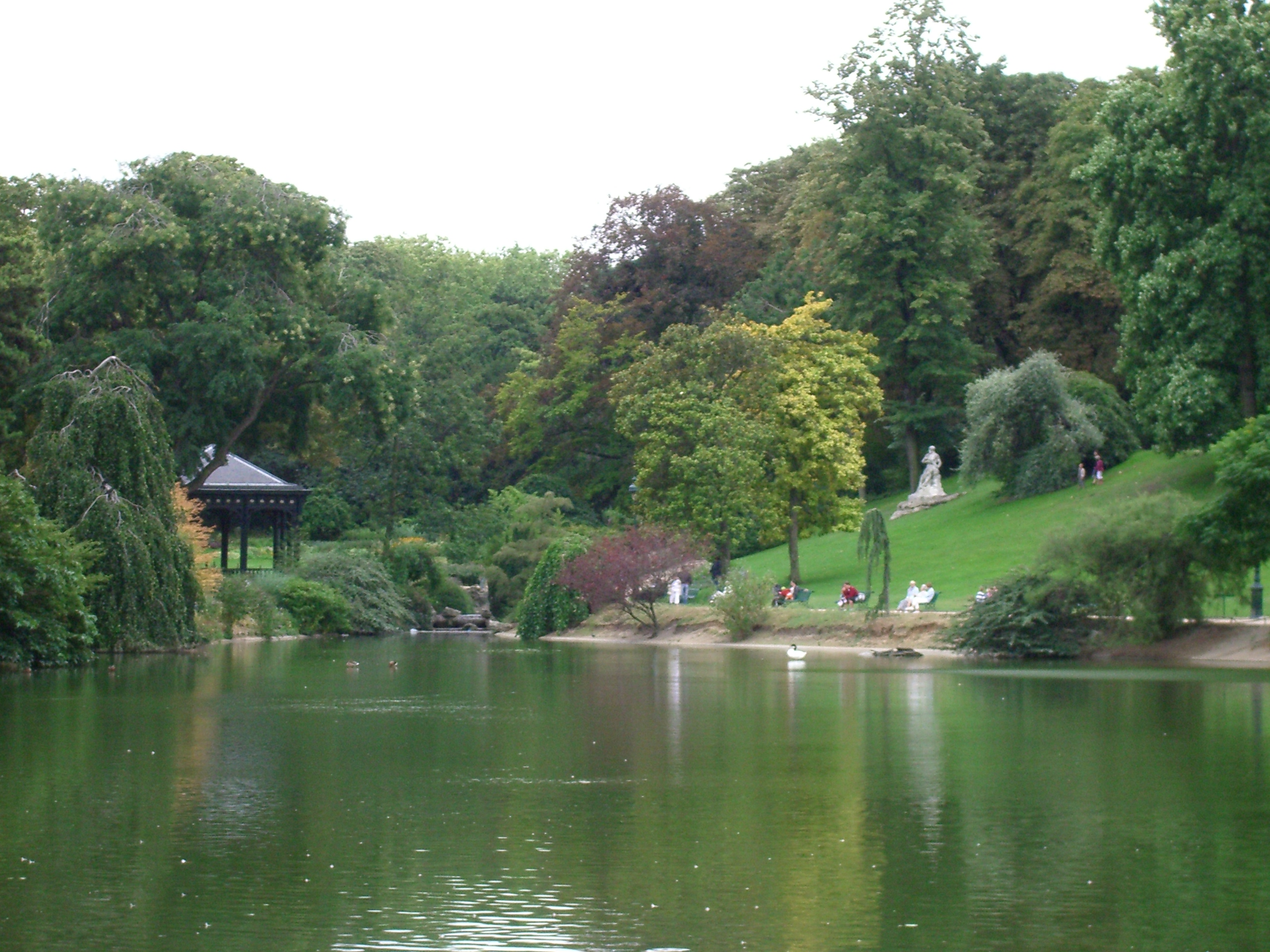
Parc Montsouris

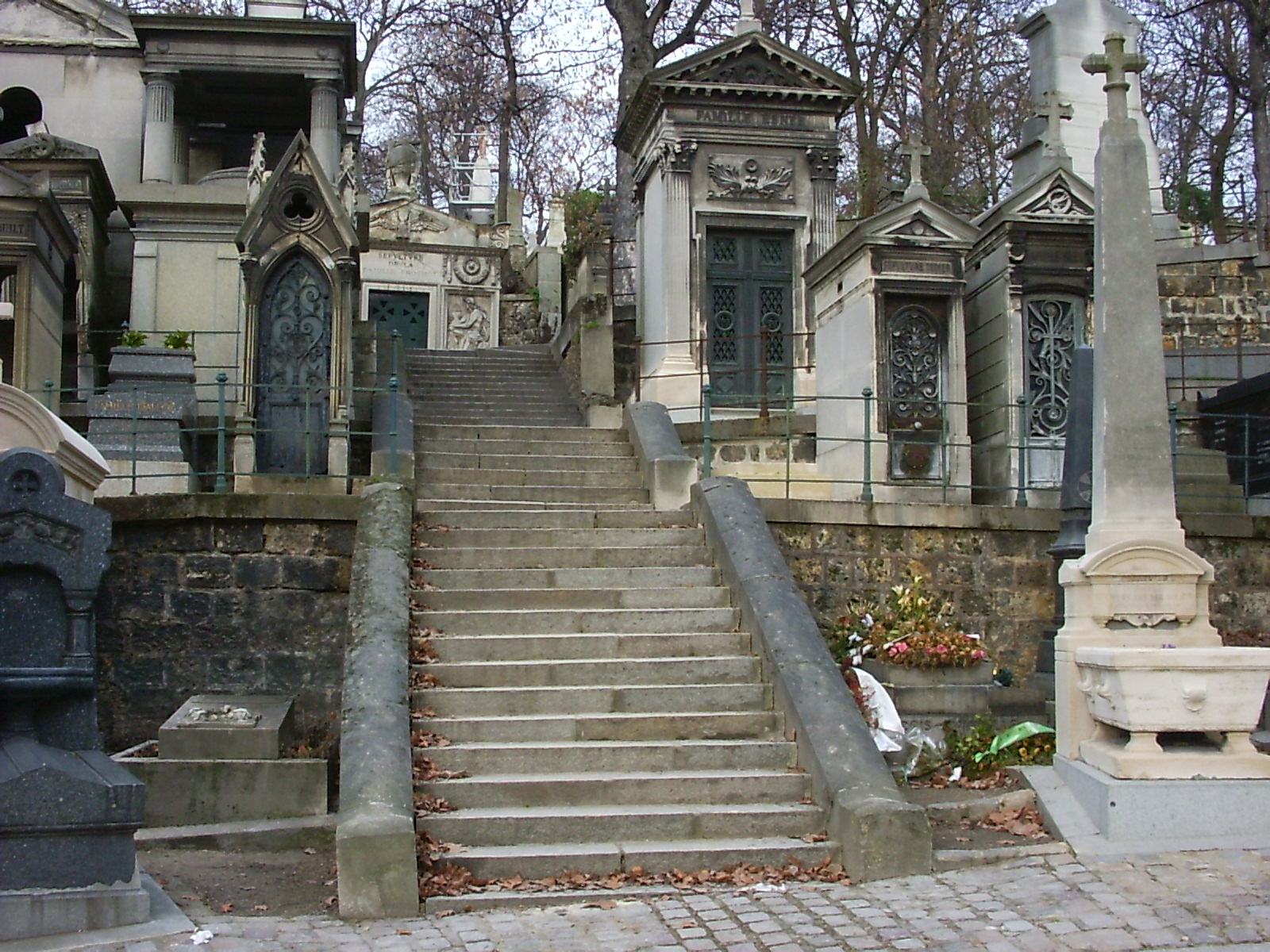
Cimetière du Père-Lachaise

Er zijn vele toeristische bezienswaardigheden in Parijs.
De belangrijkste monumenten en gebouwen zijn:
- De Eiffeltoren
- De Arc de Triomphe
- Les Invalides
- Élysée, officiële residentie van de president van de Franse Republiek
- Conciergerie
- Panthéon
- Hôtel de Ville
- De Tour Saint-Jacques
- De Tour Montparnasse, een 210 meter hoge wolkenkrabber
- De Grande Arche in de kantorenwijk La Défense
- Palais de Chaillot, gebouwd in 1937 voor de Wereldtentoonstelling
- Palais du Luxembourg
- Grand Palais
- Opéra Garnier
- Palais Royal

In Parijs bevinden zich verschillende kerken en kathedralen:
- Cathédrale de Saint-Louis-des-Invalides
- Église de la Madeleine
- Église de la Sainte-Trinité
- Église Saint-Étienne-du-Mont
- Église Saint-Eustache
- Saint-Germain-des-Prés, de oudste kerk van Parijs
- Église Saint-Germain-l'Auxerrois
- Église Saint-Gervais-Saint-Protais
- Église Saint-Julien-le-Pauvre
- Église Saint-Louis-en-l'Île
- Église Saint-Martin-des-Champs
- Église Saint-Merri
- Église Saint-Nicolas-des-Champs
- Église Saint-Roch
- Église Saint-Séverin
- Église Saint-Sulpice, 17e-eeuwse kerk in de wijk Saint-Germain
- Église Saint-Vincent-de-Paul
- Kathedrale basiliek van Saint-Denis
- Notre-Dame
- Sacré-Cœur
- Sainte-Chapelle
- Val-de-Grâce

### Uitgaansleven
De Moulin Rouge en Le Lido zijn beroemde nachtclubs in Parijs, waar veel shows plaatsvinden. Verder zijn er veel elitenachtclubs waar er een streng deurbeleid geldt, en waar zeer hoge prijzen gevraagd worden. Bij de meeste clubs moet er entree betaald worden. Het populaire uitgaansleven van de Parijse jongeren concentreert zich in de straten ten oosten en noordoosten van Place de la Bastille.

### Popfestivals
- Rock en Seine
- Villette Sonique (eind mei)

### Theater

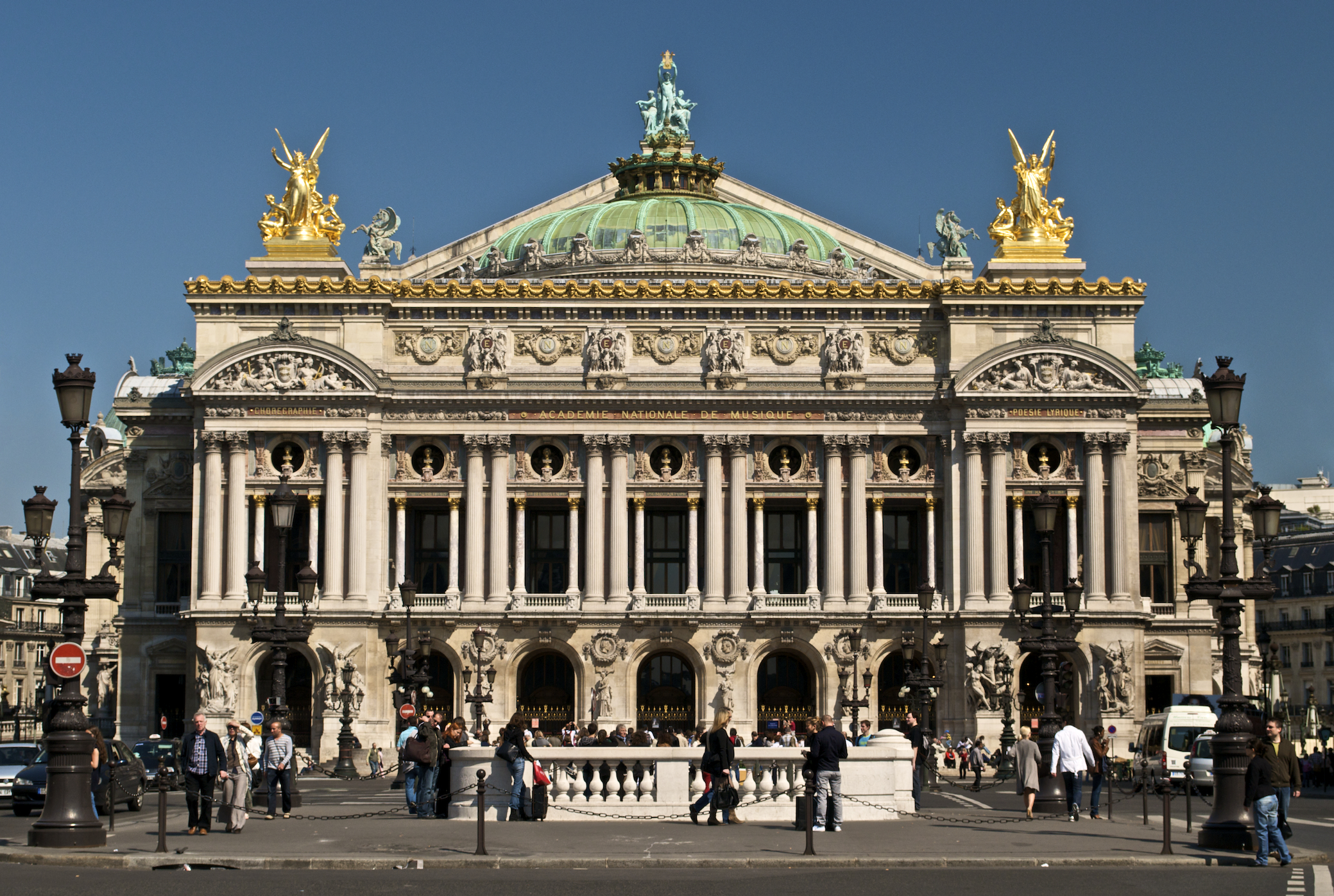
Opéra Garnier

Parijs telt een groot aantal bekende en minder bekende theaters:
- Opéra Bastille
- Opéra Garnier
- Opéra Comique
- Théâtre des Champs-Élysées
- Théâtre du Châtelet
- Théâtre de la Ville
- Théâtre de l'Odéon
- Cité de la musique
- Salle Pleyel

### Eten en drinken

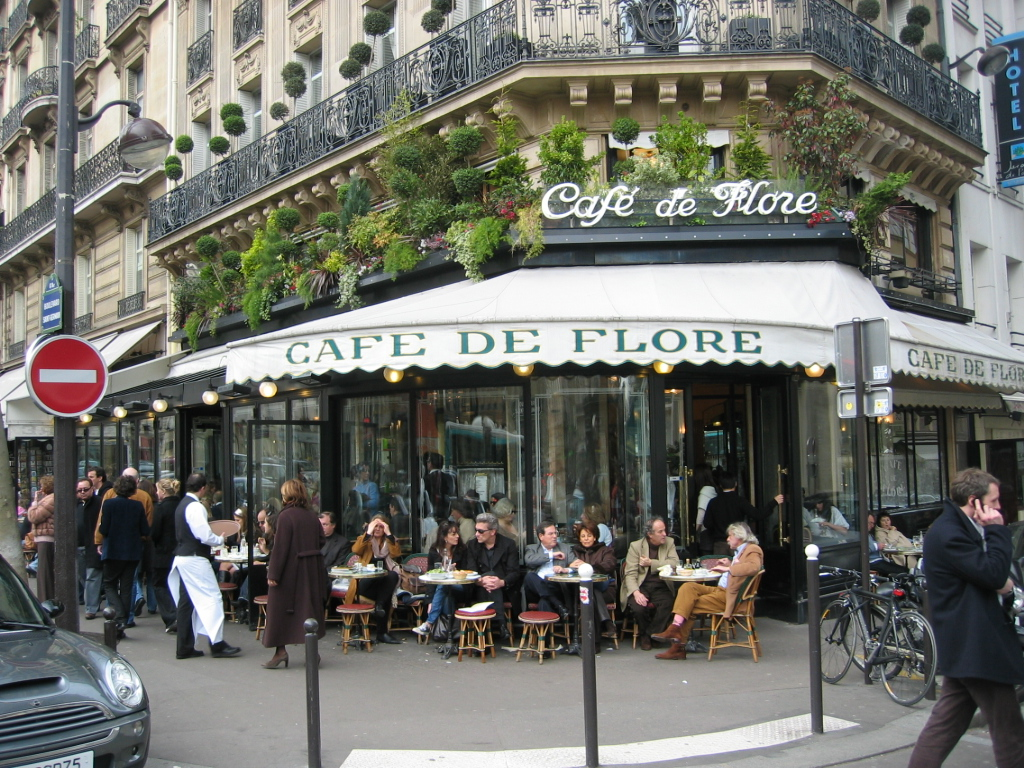
Café de Flore in het 11e arrondissement

In totaal zijn er circa 8.000 restaurants, uiteenlopend van restaurants met 3 Michelinsterren tot vele bistro's en cafés waar men een menu kan bestellen. Vrijwel alle keukens van de wereld zijn in Parijs vertegenwoordigd. Er zijn vele horecagelegenheden met terras.

### Winkelen

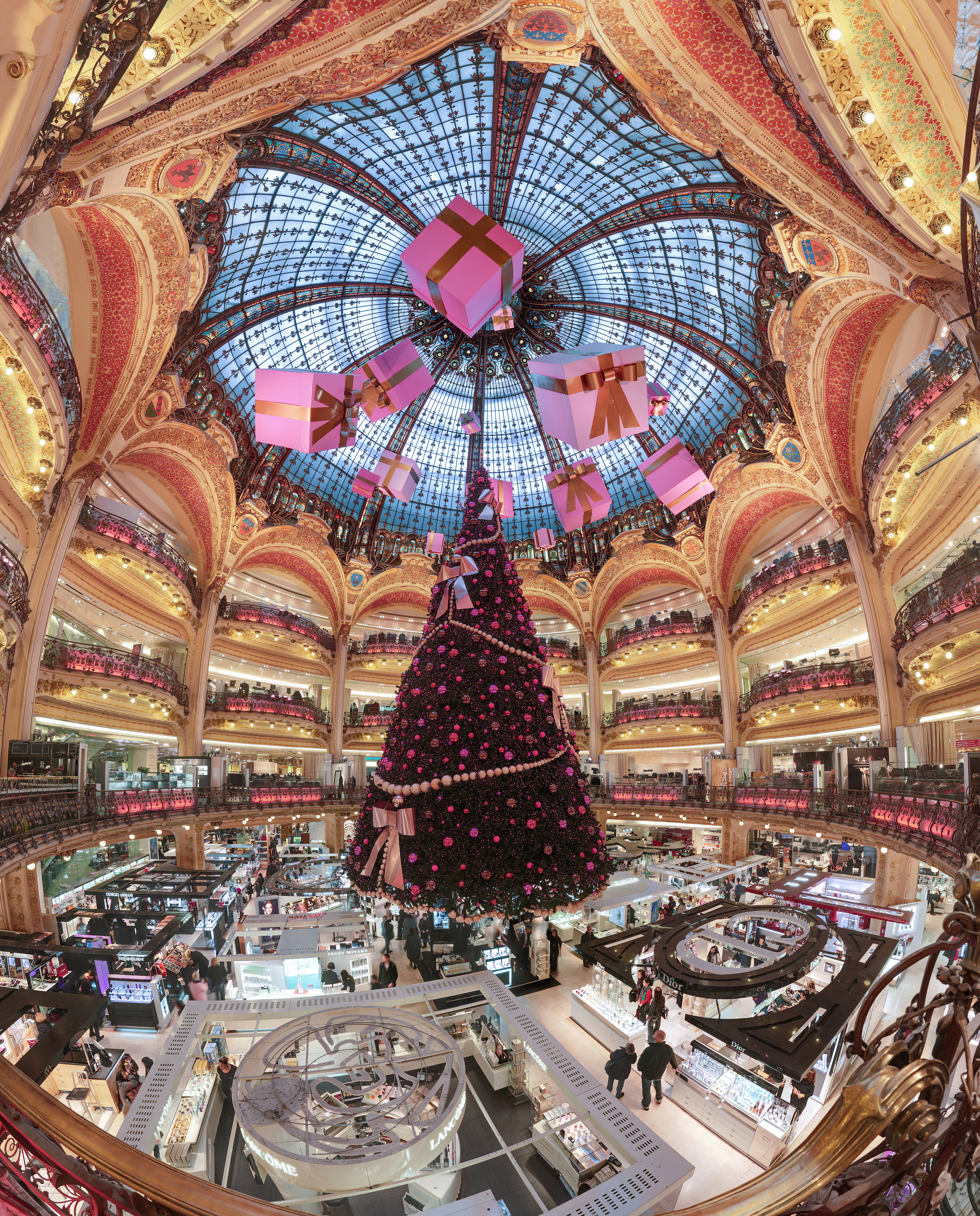
Galeries Lafayette

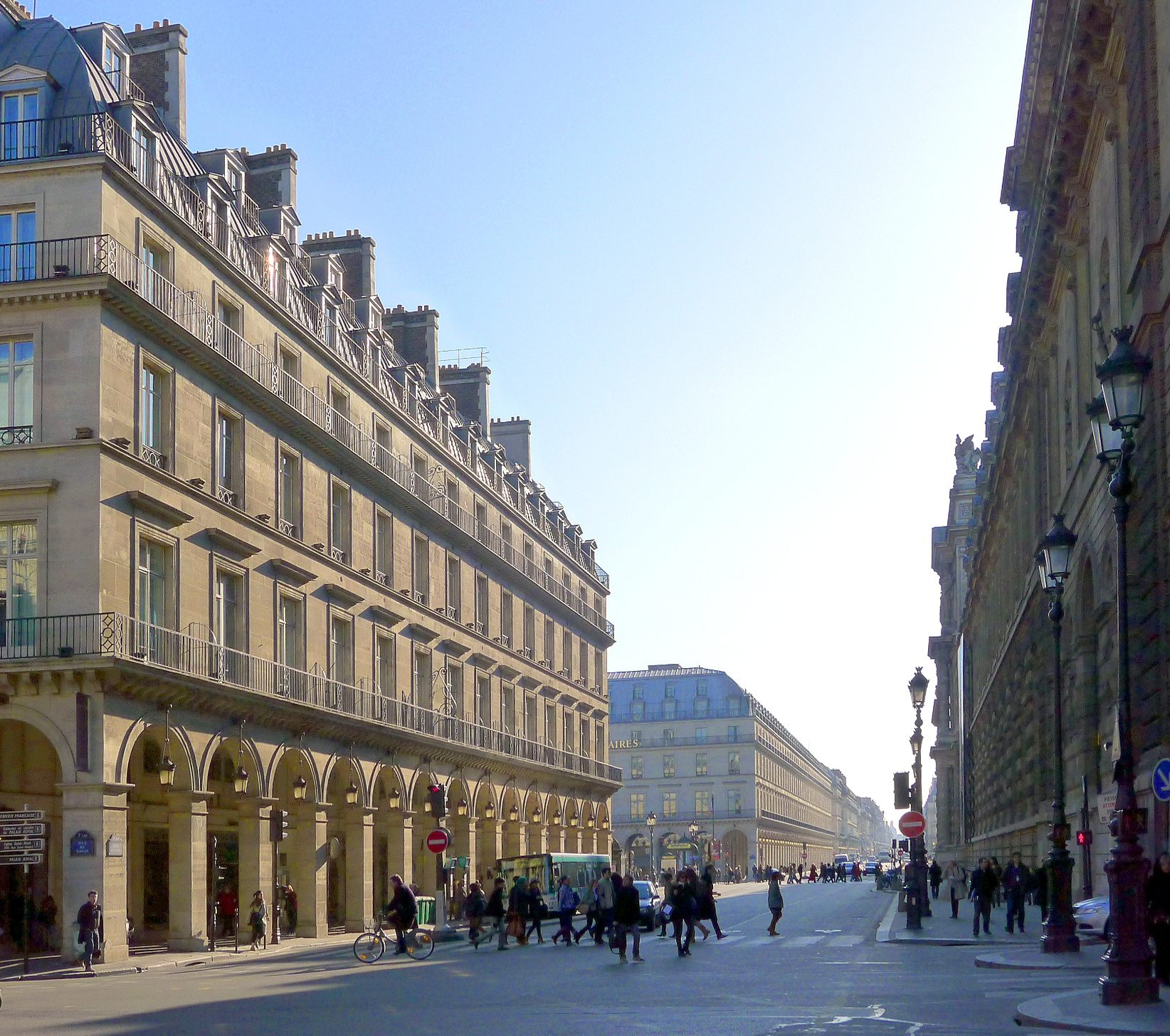
Rue de Rivoli

Parijs is bekend vanwege de winkelmogelijkheden op het gebied van de mode, van eenvoudig tot haute couture, en parfums. De meeste winkels gaan om 09.00 uur open en sluiten om 19.00 uur. Op zondag zijn voornamelijk markten en kleine kruideniers, en winkels die in de buurt van toeristische trekpleisters liggen geopend. Tevens zijn in het 4e arrondissement de winkels in de wijken Le Marais en Île Saint-Louis geopend.
Het grote aantal winkels in Parijs, vooral in het centrum, bestaat uit:
- warenhuizen. De bekendste hiervan zijn Galeries Lafayette, Le Bon Marché, La Samaritaine, en Printemps.
- winkelcentra, zoals Les Halles;
- winkelstraten: Place Vendôme en Rue du Faubourg Saint-Honoré voor de luxe merken tot de Champs-Élysées en Rue de Rivoli. Tevens heeft elk arrondissement een aantal eigen winkelstraten waar vooral de meer dagelijkse benodigdheden gekocht kunnen worden;
- vele soorten winkels en boetieks voor onder meer kleding, schoenen, accessoires, boeken, muziek, parfums, delicatessen, huishouden, woninginrichting, kinderen, antiek, papier- en tekenmateriaal;
- markten: er zijn ongeveer 70 markten in Parijs, die op verschillende dagen geopend zijn. De markt op Rue Mouffetard is hiervan de bekendste.

Bekende winkelstraten zijn:
- Champs-Élysées
- Boulevard Haussmann
- Rue de Rivoli
- Avenue Montaigne
- Boulevard des Italiens
- Boulevard des Capucines
- Boulevard de la Madeleine
- Rue Royale
- Rue du Faubourg-Saint Honoré

### Musea
Op cultureel gebied zijn er vele soorten musea. Parijs telt er in totaal ongeveer 150.
Bekende musea in Parijs zijn:
- het Louvre: het grootste museum van Parijs en tevens een van de grootste musea ter wereld.
- Musée d'Orsay: museum dat de geschiedenis van de Franse kunst van 1848 tot 1914 bestrijkt
- Centre Pompidou: centrum voor moderne kunst
- Cité des sciences et de l'industrie: het grootste wetenschapsmuseum van Europa
- Musée des arts et métiers, opgericht in 1794, gewijd aan wetenschap en technologie
- Musée national du Moyen Âge: collectie middeleeuwse kunst
- Musée Picasso: museum met kunst van de Spaanse kunstenaar Pablo Picasso
- Musée du quai Branly: etnografisch museum in het 7e arrondissement, (geopend 23 juni 2006)
- Musée Rodin: museum met kunst van de Franse beeldhouwer Auguste Rodin
- Musée de l'Orangerie: met werken van diverse impressionistische kunstschilders
- Musée Guimet: Aziatische kunst
- Musée Grévin Parijs: wassenbeeldenmuseum
- Hôtel des Invalides: museum bekend door het praalgraf van Napoleon Bonaparte

### Overige plaatsen en bouwwerken
- Parc des Princes, stadion van voetbalclub Paris Saint-Germain
- Stade Charléty, het op een na grootste sportstadion van Parijs
- Les Halles
- De begraafplaatsen Cimetière du Père-Lachaise, Cimetière de Montmartre en Cimetière du Montparnasse
- De Catacomben van Parijs
- De Sorbonne, gelegen in het Quartier Latin, een van de oudste universiteiten van Europa

### Bezienswaardigheden in de omgeving
- Disneyland Paris
- Kasteel van Versailles
- Parc Astérix
- Kasteel van Fontainebleau

## Verkeer en vervoer

### Openbaar vervoer

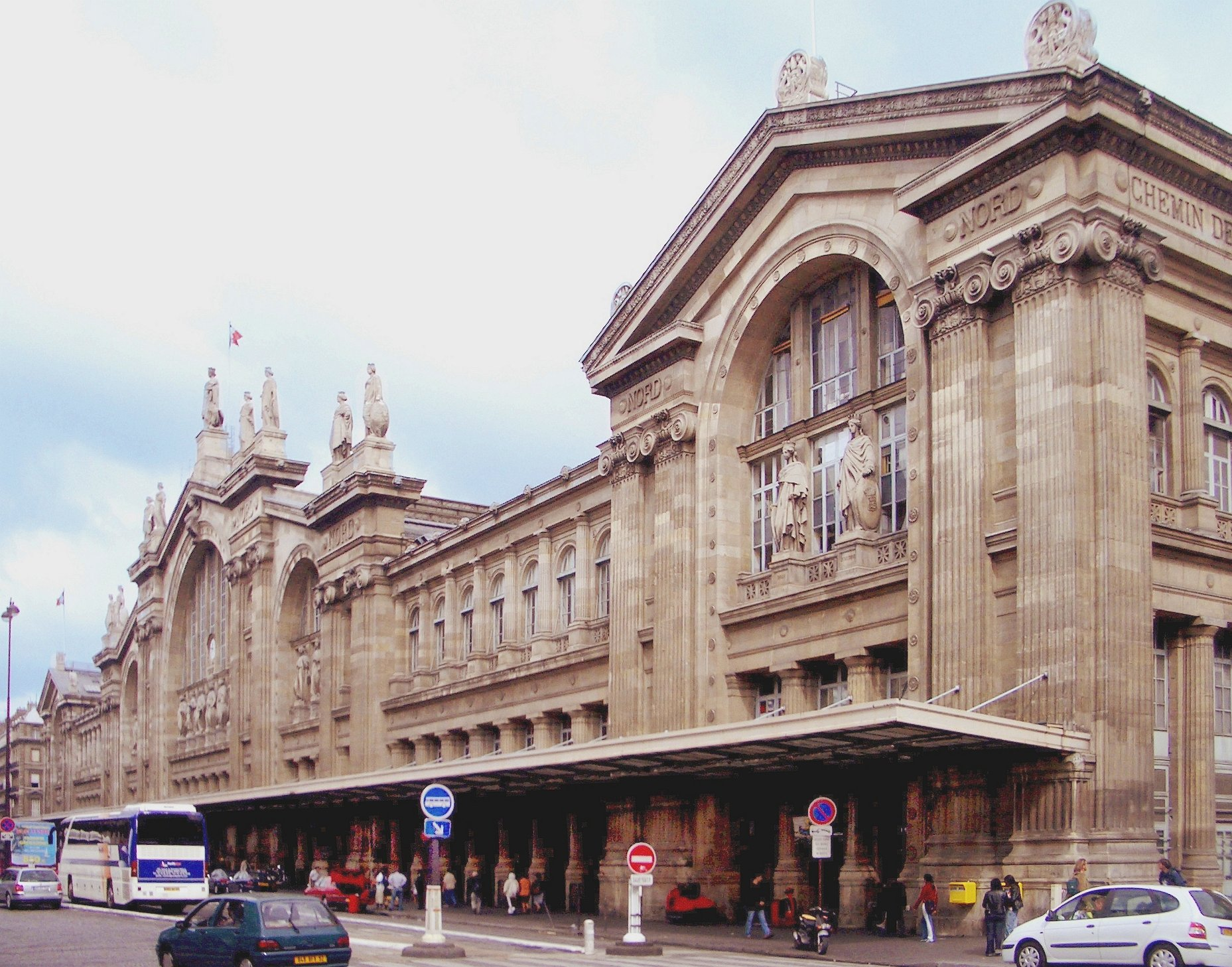
Gare du Nord

Bedieningsgebieden van de Parijse kopstations

Parijs beschikt over een goed netwerk van openbaar vervoer. Naast een uitgebreide busdienst rijdt er een metro met 16 lijnen (1 tot en met 14, plus 3bis en 7bis) die aansluiten op een dicht net van RER-voorstadstreinen en Transilien-forensentreinen.
De tram van Parijs heeft in de agglomeratie van Parijs acht tramlijnen in gebruik.
De metrolijnen, de tramlijnen met uitzondering van T4 en de Parijse buslijnen worden geëxploiteerd door het Parijse vervoersbedrijf RATP. De RER wordt gezamenlijk geëxploiteerd door de RATP en het Franse staatsspoorbedrijf SNCF. De Transilien-forensentreinen worden geëxploiteerd door de SNCF.

#### Spoorwegen
Parijs beschikt ook over zeven grote treinstations die elk een eigen regio van Frankrijk bedienen:
- Gare Saint-Lazare: Klassieke treinen naar Normandië en het westen van Parijs.
- Gare Montparnasse: TGV-treinen naar het zuidwesten van Frankrijk (Bretagne, Centre-Val de Loire, Pays de la Loire, Nouvelle-Aquitaine en Occitanië). Klassieke treinen naar het noorden van Centre-Val de Loire en Pays de la Loire en het zuiden van Normandië.
- Gare du Nord: Klassieke treinen en TGV's naar Hauts-de-France; België, Nederland (en het Ruhrgebied) en het Verenigd Koninkrijk met de Eurostar.
- Gare de l'Est: het oosten van Frankrijk, Luxemburg, Duitsland (en Polen, Wit-Rusland en Rusland), inclusief TGV's.
- Gare de Lyon: TGV's naar het zuiden en het zuidoosten van Frankrijk, Spanje en Italië.
- Gare d'Austerlitz: klassieke treinen naar Centre-Val de Loire, Pays de la Loire, Nouvelle-Aquitaine (Limoges, Brive-la-Gaillarde) en Occitanië.
- Gare de Bercy: gespecialiseerd in de afhandeling van autoslaaptreinen.

Al deze stations zijn kopstation.
Grote treinstations in de buurt van Parijs zijn Marne-la-Vallée - Chessy (TGV- en RER-station voor Disneyland Parijs), het TGV station op vliegveld Charles de Gaulle en Massy-TGV.
Het voorstadspoorverkeer bestaat uit twee systemen. Het RER-netwerk bedient veelal de dichtbevolkte buitenwijken en voorsteden. De treinen verbinden twee kanten van Parijs per tunnel, zodat passagiers uit de buitenwijken zonder overstappen in hartje Parijs uit kunnen stappen. De RER-treinen rijden met een hoge frequentie, waardoor het spoornet vaak als een metrosysteem beschouwd wordt. De RER A en B vervoeren respectievelijk 1,2 miljoen en 900.000 reizigers per dag. Naast het RER-netwerk is er ook het Transilien-netwerk, dat vertrekt vanaf de grote Parijse kopstations en vanaf daar naar de verre buitenwijken en het platteland rijdt. Er zijn acht lijnen, alhoewel de lijnen eerder een netwerk zijn met vertakkingen. De treinen rijden met een lagere frequentie dan de RER, omdat de vraag naar openbaar vervoer lager is op de trajecten waar Transilien-treinen rijden.

#### Metro
Sinds de opening van de eerste metrolijn in 1900, is de metro uitgegroeid tot het meest gebruikte lokale transportsysteem van Parijs. In 2015 vervoerde de metro 5,23 miljoen passagiers per dag met 16 lijnen, 303 stations, 385 haltes, en 220 km aan rails. Er zal de komende 15 jaar  meer dan €26,5 miljard worden geïnvesteerd om de voorsteden door middel van de metro met de rest van de stad te verbinden, het grootste deel hiervan betreft het Grand Paris Express project.

#### Bus
In 2024 waren er in de stad Parijs 197 km busbanen waarvan 36 km voorbehouden. In 2024 waren er 65 buslijnen van samen 623 km en was de gemiddelde snelheid in de spits gedaald tot 8,8 km/h. De bus als transportmiddel in de stad Parijs staat onder druk; in 2024 lag het aantal busreizigers 29% lager dan vijf jaar eerder.

### Luchtverkeer

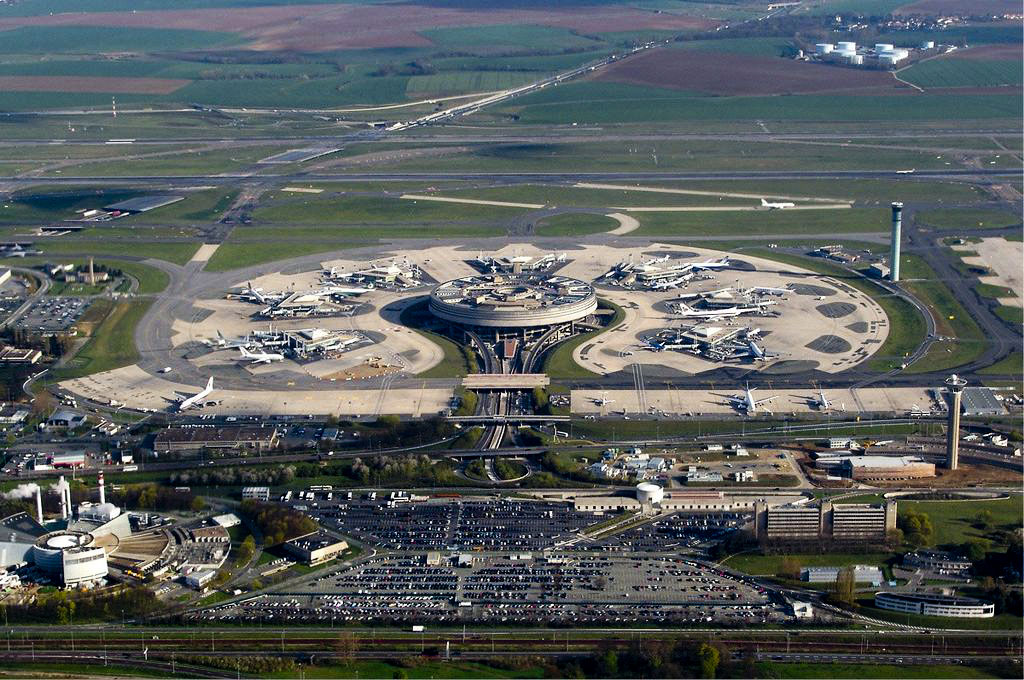
Terminal 1 van Aéroport Charles de Gaulle, van de architect Paul Andreu

Zoals veel grote steden wordt Parijs bediend door meerdere luchthavens. De grootste daarvan, tevens het grootste vliegveld van Frankrijk en na Heathrow de grootste van Europa, is Aéroport Charles de Gaulle (regelmatig naar de naam van de gemeente, op het grondgebied waarvan het ligt, Roissy genoemd), ten noorden van Parijs. Ten zuiden van de stad ligt de Aéroport d'Orly, de tweede luchthaven van Frankrijk en Parijs. Charles de Gaulle en Orly zijn met elkaar verbonden door een treindienst (RER Lijn B). Beide luchthavens kennen een geautomatiseerde metro tussen de terminals, de Orlyval en de CDGVAL genoemd.
De Aéroport du Bourget was in het verleden de belangrijkste luchthaven, maar functioneert sinds de jaren tachtig als zakenluchthaven van Parijs (er zijn geen lijndiensten op Le Bourget) en ligt op 6,5 km van Parijs. Op deze luchthaven wordt om de twee jaar de luchtvaartbeurs "Le Bourget" gehouden die bekendstaat als een van de belangrijkste ter wereld. Aéroport de Beauvais ligt 70 km van het centrum van Parijs. Deze luchthaven is vooral aantrekkelijk voor budgetvluchten. Verder is er in de nabije omgeving een tiental vliegvelden voor de privéluchtvaart, waaronder de vliegvelden Pontoise - Cormeilles en Lognes-Émerainville.
Ten behoeve van het helikopterverkeer bevindt in het zuiden van de stad Parijs, buiten de Périferique, een heliport: Héliport de Paris - Issy-les-Moulineaux.

### Wegverkeer

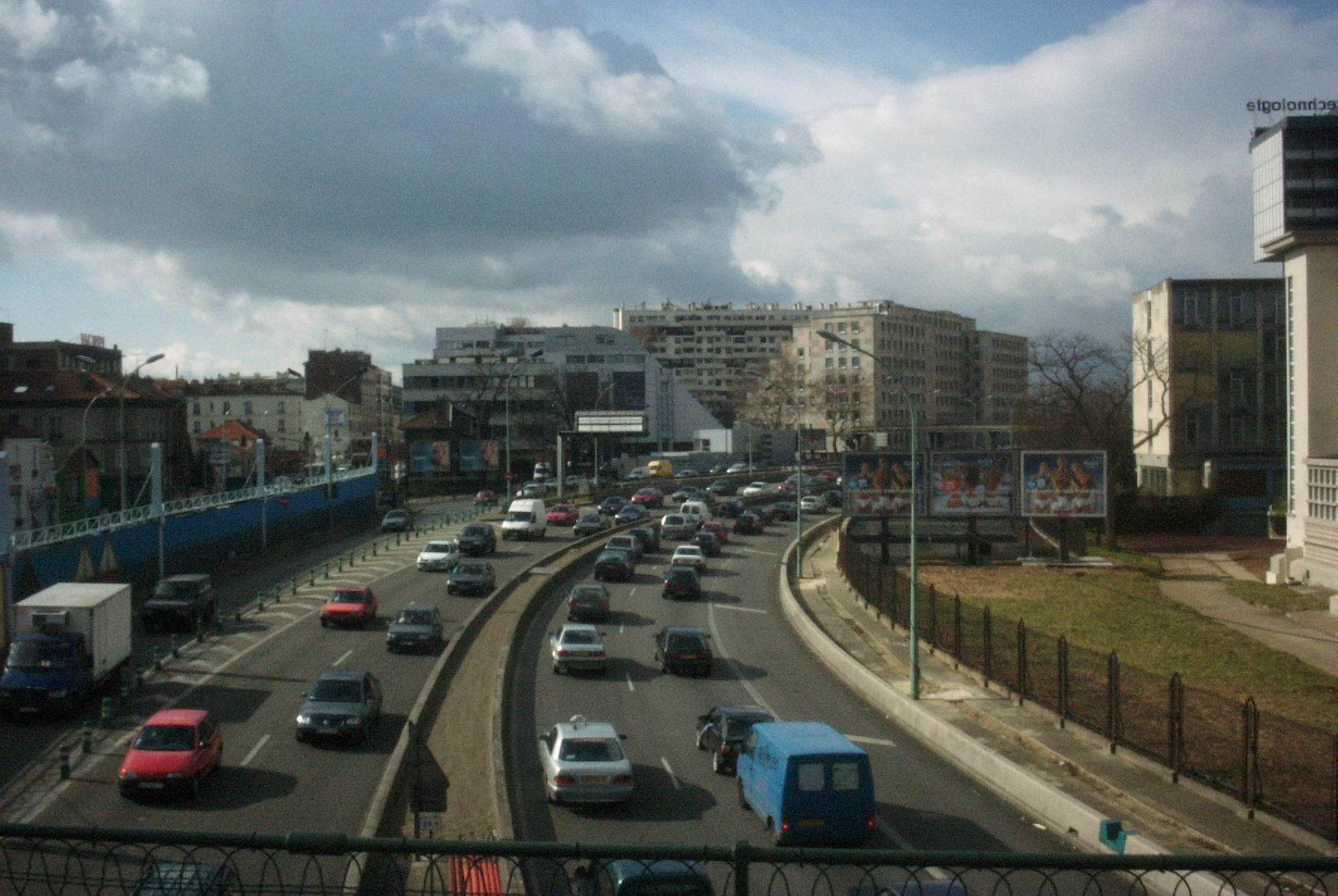
Boulevard Périphérique

Parijs beschikt over een uitgebreid wegennet, dat omgeven is door de Boulevard Périphérique (ring). Op deze ring hebben auto's die invoegen vanop een oprit voorrang, in tegenstelling tot de normale verkeersregels op autowegen. Op iets grotere afstand ligt een tweede ring die wordt gevormd door de A86 en delen van andere snelwegen (A3, A4). Een groot aantal snelwegen komt uit op deze ring waardoor dit een van de drukste autosnelwegen is. Om het verkeer dat langs Parijs wil beter door te laten stromen wordt gewerkt aan een ring nog verder aan de buitenkant van Parijs, de A104/N104, een onderdeel van La Francilienne.
In Parijs rijden 15.100 taxi's rond, die elke dag 500.000 passagiers vervoeren. Er zijn 745 taxistandplaatsen, waarvan er 205 een oproeppaal hebben. Taxi's mogen over de busbanen rijden, waardoor zij veel files kunnen vermijden.
Parijs is bereikbaar vanuit Nederland en België via de A1 vanuit Rijsel en de A2 vanuit Brussel. Verder via de A4 vanuit Reims, de A16 vanuit Amiens, de A13 vanuit Rouen, de A10 vanuit Le Mans, de A11 vanuit Nantes, de A6 vanuit Lyon en de A5 vanuit Troyes.
In het centrum is het verkeer bijwijlen chaotisch, vooral tijdens de spits. De Place Charles de Gaulle (voorheen Place d'Etoile) waar twaalf lanen samenkomen bij de Arc de Triomphe is wat dit betreft berucht.

#### Autoluwer Parijs

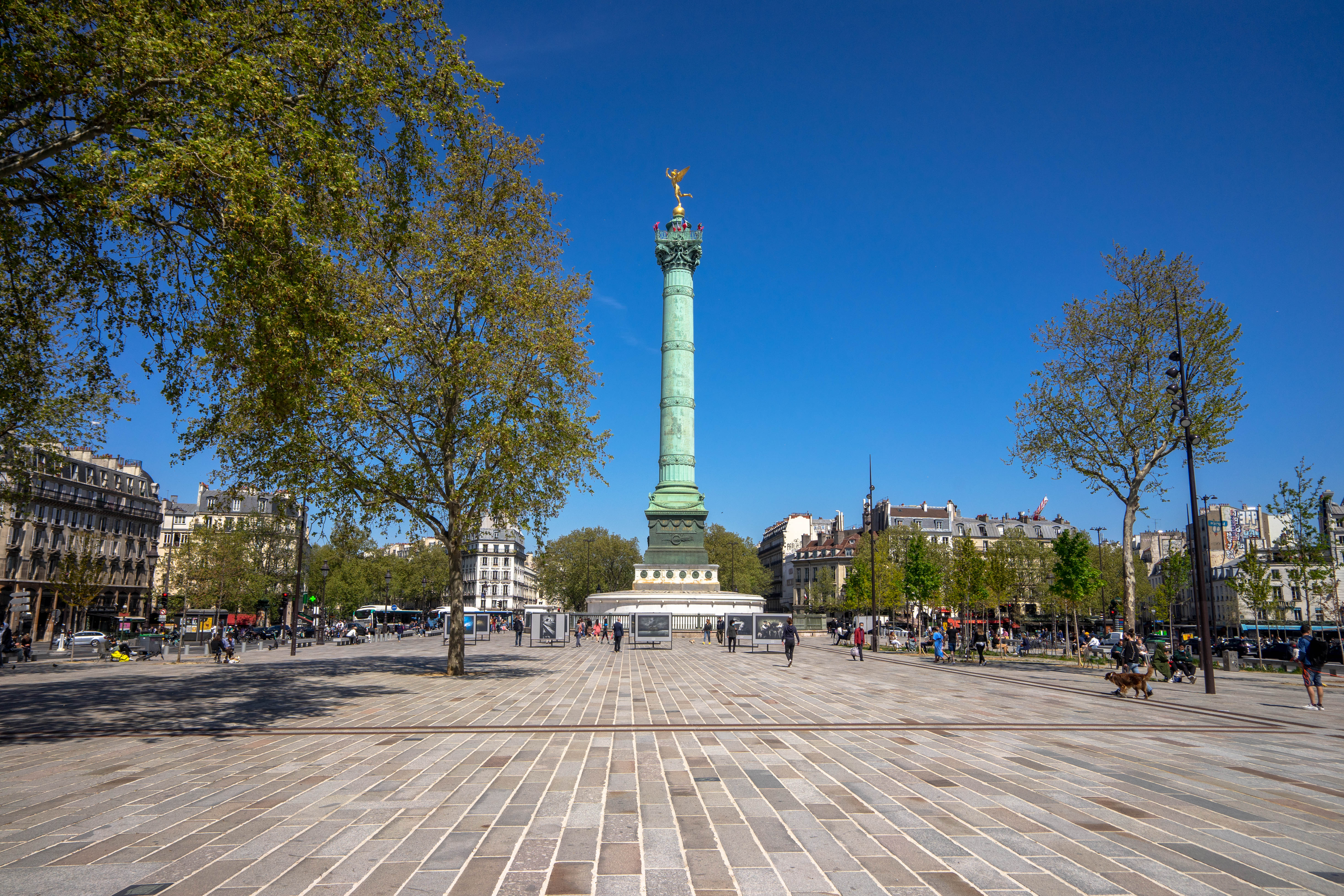
De Place de la Bastille heeft sinds 2021 een groot voetgangersplein na het doorknippen van de vroegere autorotonde.

Alhoewel vele straten en pleinen in Parijs sinds de tweede helft van de 20e eeuw gedomineerd worden door autoverkeer, zijn er sinds de jaren 2010 gebieden autoluw gemaakt.

##### Minder plaats voor autoverkeer
Onderaan beide oevers van de Seine is een autoweg autovrij gemaakt en voorbehouden voor voetgangers en fietsers. Die vormen sindsdien  het Parc Rives-de-Seine: 2,3 kilometer weg op de zuidelijke (linker) Seine-oever werd in 2013 autovrij, en daarna 3,5 kilometer op de noordelijke (rechter) oever.
Sinds 2018 is een reeks van zeven belangrijke pleinen, waaronder drukke verkeersrotondes zoals de Place de la Bastille en de Place de la Nation (vroeger acht rijstroken breed) gehalveerd in rijstroken of op een ander manier ontdaan van overdadige verkeersruimte, ten voordele van voetgangers, fietsers en bussen. Bij deze heraangelegde pleinen horen ook Place Gambetta, Place d'Italie, Place de la Madeleine, Place du Panthéon, Place des Fêtes.
De centrale winkelstraat Rue de Rivoli aan het stadhuis is sinds mei 2020 autovrij en voorbehouden aan fietsers, voetgangers en bussen.
Het stadsbestuur wil ook de as Champs-Élysées - Place de la Concorde in rijstroken halveren ten voordele van voetgangers, fietsers, bus en parkaanleg. Er zijn gelijkaardige plannen met de wegen en een autovrij te maken Pont d'Iéna aan de Eiffeltoren,

###### Beperkte snelheid
In augustus 2021 werd een veralgemeende 30 km/h-zone ingevoerd in geheel Parijs, met uitzondering van twee ringwegen en enkele verkeersassen.
In 2014 werd de snelheid op de ringweg Périphérique, die ingericht is zoals een autosnelweg, beperkt tot 70 km/h en in 2024 tot 50 km/h.

###### Milieuvignet en milieuzone
De Périphérique en het hele centrum erbinnen is een milieuzone (zone à circulation restreinte, ZCR) waar geen autoverkeer toegelaten is zonder passend milieuvignet (certificat qualité de l'air, Crit'Air).

##### Zone met beperkt verkeer
Het stadsbestuur en de politieprefect voerden vanaf 4 november 2024 een zone met beperkt verkeer (ZTL, zone à trafic limité) in in het centrum. Het is een zone van 5,5 vierkante kilometer rond de eerste vier arrondissementen (ten noorden van de Seine), waar gemotoriseerd verkeer enkel mag rijden als het daar aantoonbaar een bestemming heeft, met handhaving vanaf het najaar van 2025. Een eerdere versie van het plan had het over een grotere zone van 14 vierkante kilometer.

#### Fietsverkeer
Parijs was in de tweede helft van de 20e eeuw geen stad waar veel werd gefietst, maar sinds ongeveer 2000 wordt het fietsverkeer er steeds meer gestimuleerd. Vrij van ander verkeer liggende fietspaden zijn vergeleken met Nederland smal, veel fietspaden liggen ingepast aan de zijkant van de weg of aan de straatkant van het trottoir en fietsers moeten vaak de busbaan volgen. De stad had 300 km fietspaden in 2021. Het budget voor fietsinfrastructuur € 250 miljoen is in de periode 2021-2026, voor 130 km nieuwe fietspaden en het definitief maken van 52 kilometer tijdens de coronapandemie aangelegde tijdelijke fietspaden.
De belangrijkste fietspaden in Parijs en de voorsteden zijn onderdeel van het gepland netwerk Vélo Île-de-France (VIF, voorheen RER Vélo) van de hoofdstedelijke regio Île-de-France, die voor een deel evenwijdig met de RER-spoorlijnen moeten lopen. De regio keurde het plan in 2020 goed en het moet in 2025 in een eerste fase klaar zijn, en tegen 2030 voor de tweede fase, met een totaal netwerk van 750 km.
Er bestaat binnen de stad een fietsdeelsysteem, waarbij zonder tussenkomst van een verhuurder, automatisch fietsen kunnen worden gehuurd: de Vélib'. Het systeem is in 2007 begonnen, maar had eerst geen succes. Er waren iets meer dan 700 stations in de stad en nabije buitenwijken. Nadat de concessie overging op een ander exploitant, kwamen er Mobike's voor in de plaats.

##### Fiets-boom
Er kwam vanaf de jaren 2000-2010 een stijging van het aantal fietsers in Parijs, opvallend aangezien fietsverkeer zo goed als verdwenen was in de 20e eeuw. In de jaren 2020 werd gesproken van een fiets-boom (Frans: boom du vélo).
De snelle stijging is zichtbaar in de jaarlijkse cijfers van het INSEE: het aandeel inwoners van Parijs dat naar het werk fietste (9,3%, tegenover 6,6% in 2000) was in 2022 voor het eerst gelijkaardig aan het aandeel van de auto (9,4%). Het aandeel voetgangers en steps was 11,3%, het aandeel openbaar vervoer 61,3%. In de centrale, oostelijke en noordelijke arrondissementen van Parijs is het aandeel werknemers op de fiets hoger dan het aantal werknemers met de auto.

## Media
De stad Parijs vormt het middelpunt van de Franse (publieke) nationale media. De nationale publieke televisieomroep France Télévisions, de publieke radio-omroep Radio France en de internationale tv-zender TV5 Monde zijn in de stad gevestigd. 
Verder zijn er veel landelijke kranten en tijdschriften in de stad gevestigd. Voorbeelden hiervan zijn La Croix, Les Échos, Le Figaro, Le Journal du Dimanche, Le Monde, Le Parisien,  La Tribune en Libération. De redactie van tijdschrift Charlie Hebdo is sinds de aanslag op het tijdschrift in 2015 verhuisd naar een andere locatie binnen de stad. 

## Sport
Parijs is internationaal beroemd als sportstad.

### Olympische Spelen
In 1900 en 1924 werden de Olympische Zomerspelen georganiseerd in Parijs. Sindsdien deed de stad Parijs nog meerdere mislukte pogingen om de organisatie van dit evenement wederom naar de stad te halen. Na drie mislukte pogingen, in 1992, 2008 en 2012 slaagde de stad er in 2024 in om het evenement weer binnen te halen, 100 jaar na de laatste spelen die er waren gehouden. 

### Voetbal
Paris Saint-Germain (PSG) is de meest succesvolle professionele voetbal club van Parijs en speelt in het Parc des Princes. PSG is een topclub in Ligue 1, het hoogste Franse niveau, en werd meermaals kampioen van Frankrijk. Paris FC en Red Star Paris zijn andere professionele voetbalclubs uit Parijs.

Parijs was speelstad bij het WK voetbal van 1934 en 1998 en het EK voetbal van 1960, 1984 en 2016. Ook werden diverse Europacup finales in Parijs gespeeld.

### Wielrennen
De Ronde van Frankrijk eindigt steevast in Parijs en is er ook meermaals gestart. De enige uitzondering hierop was de editie van 2024. Deze eindigde vanwege de Olympische Spelen die dat jaar in de stad werden georganiseerd in Nice. Veel andere wielerkoersen hebben of hadden Parijs in hun naam, maar komen tegenwoordig niet meer binnen de stadsgrenzen. Het gaat dan om bijvoorbeeld Parijs-Roubaix, Parijs-Brussel, Parijs-Tours en Parijs-Nice.

### Tennis
Het in Parijs georganiseerde Roland Garros is wereldwijd het belangrijkste tennistoernooi op gravel en is een van de vier grandslamtoernooien. Daarnaast wordt in de herfst gespeeld om de Rolex Paris Masters. Dit toernooi wordt gespeeld in de multifunctionele Bercy Arena.

### IJshockey
Parijs was speelstad bij het WK ijshockey van 1951 en 2017.

## Stedenbanden
- Algiers (Algerije), sinds 2004
- Amman (Jordanië), sinds 1987
- Amsterdam (Nederland), sinds 1994
- Athene (Griekenland), sinds 2000
- Al Hoceima (Marokko), sinds 2004
- Beiroet (Libanon), sinds 1992
- Berlijn (Duitsland), sinds 1987
- Buenos Aires (Argentinië), sinds 1999
- Caïro (Egypte), sinds 1985
- Casablanca (Marokko), sinds 2004
- Chicago (Verenigde Staten), sinds 1996
- Jerevan (Armenië), sinds 1998
- Genève (Zwitserland), sinds 2002
- Istanboel (Turkije), sinds 1988
- Jakarta (Indonesië), sinds 1995
- Kioto (Japan), sinds 1958
- Kopenhagen (Denemarken), sinds 2005
- Lissabon (Portugal), sinds 1998
- Londen (Verenigd Koninkrijk), sinds 2001
- Madrid (Spanje), sinds 2000
- Mexico-Stad (Mexico), sinds 1999
- Montreal (Canada), sinds 2006
- Moskou (Rusland), sinds 1992
- Nagoya (Japan)
- Peking (China), sinds 1997
- Porto Alegre (Brazilië), sinds 2001
- Praag (Tsjechië), sinds 1997
- Quebec (Canada), sinds 1996
- Rabat (Marokko), sinds 2004
- Riyad (Saoedi-Arabië), sinds 1997
- Rome (Italië)
- Sint-Petersburg (Rusland), sinds 1997
- Sanaa (Jemen), sinds 1987
- São Paulo (Brazilië), sinds 2004
- San Francisco (Verenigde Staten), sinds 1996
- Santiago (Chili), sinds 1997
- Seoel (Zuid-Korea), sinds 1991
- Sofia (Bulgarije), sinds 1998
- Sydney (Australië), sinds 1998
- Tokio (Japan), sinds 1982
- Tunis (Tunesië), sinds 2004
- Warschau (Polen), sinds 1999
- Washington D.C. (Verenigde Staten), sinds 2000